# Volx
Volx [vɔlks] est une commune française, située dans le département des Alpes-de-Haute-Provence en région Provence-Alpes-Côte d'Azur.
La commune offre plusieurs caractères typiques des communes de l’arrière-pays méditerranéen : relief accidenté de collines, climat chaud et sec en été et frais l’hiver. La nature peut s'y montrer destructrice : incendies, inondations catastrophiques, séismes ; les risques technologiques se rajoutent depuis quelques décennies. La plaine est occupée par des cultures typiques de la région méditerranéenne : l’olivier et la vigne, et les vergers de pommes, d'implantation plus récente ; les collines ont été abandonnées à la forêt. La majorité des emplois de la commune sont fournis par le secteur tertiaire. La commune est peu touchée par l'exode rural et maintient une population de 800 à 900 habitants tout au long du XIXe siècle. C'est en 1851 que Volx se signale par un de ses habitants, Ailhaud de Volx, qui conduit la résistance départementale au coup d'État de Napoléon III. La commune est occupée un an par l’Italie fasciste (1942-1943), puis l’occupation allemande dure un an de plus, jusqu’à la Libération le 20 août 1944. L’histoire récente de Volx est marquée par l’extension de l’urbanisme pavillonnaire, la commune entrant dans la dépendance de Manosque dont elle constitue une banlieue.
Le nom de ses habitants est Volxiens,.

## Géographie

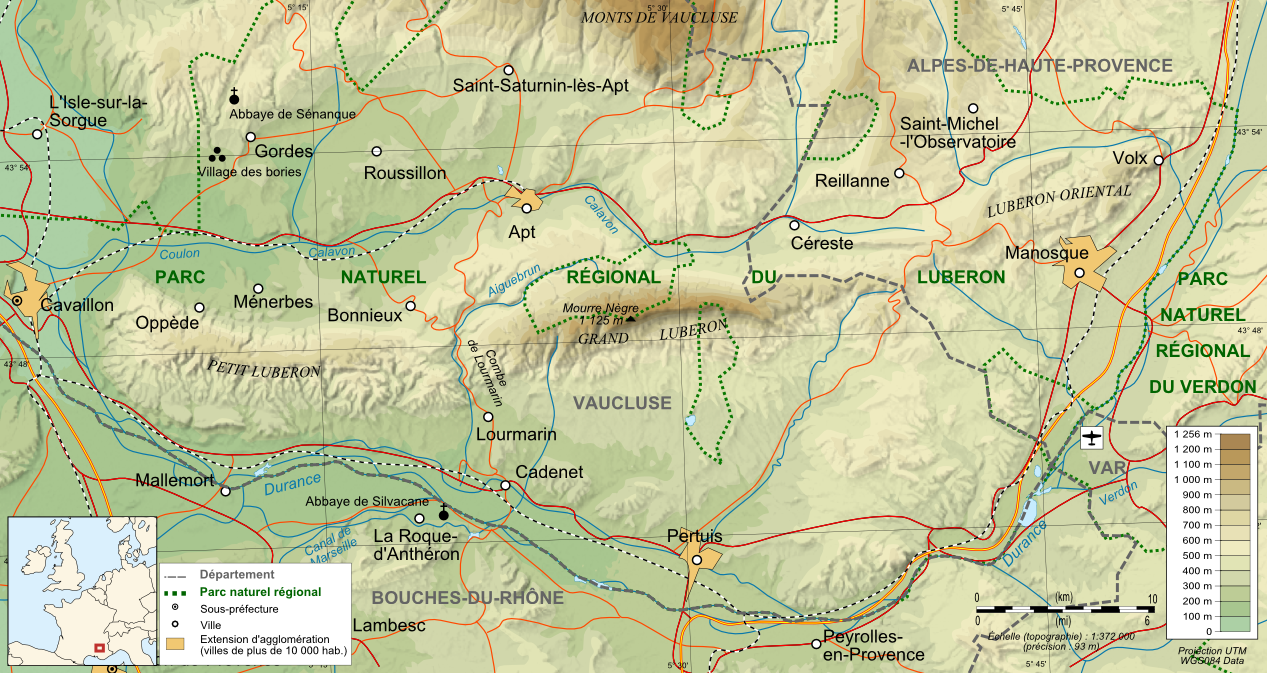
Le territoire du parc naturel régional du Luberon.

Le village est l'un des soixante-dix-sept membres du parc naturel régional du Luberon, parc qui s'étend sur deux départements, le Vaucluse (84) et les Alpes-de-Haute-Provence (04) ; il s'étend sur quatre-vingt-cinq communes dont soixante-dix-sept communes adhérentes en 2009 et 167 676 habitants en 2006. Il a une superficie de 185 145 hectares et s'étend de Cavaillon à l'ouest jusqu'à la limite du parc naturel régional du Verdon à l'Est, la Durance faisant office de frontière entre les deux. Au nord, le Luberon est bordé par les vallées du Coulon-Calavon et du Largue, où l'on distingue le bassin d'Apt, à l'ouest, de celui de Manosque-Forcalquier, à l'est.
Vers le sud, le Luberon domine le bassin de la Durance et le pays d'Aigues.

### Géologie

Massif des Alpes et localisation des Préalpes de Digne.

Le territoire à proximité de formations géologiques majeures des Alpes :
- la nappe de Digne au nord-est[4], au niveau du lobe de Valavoire[5] : il s'agit d'une nappe de charriage, c'est-à-dire d'une dalle épaisse de près de 5 000 m qui s'est déplacée vers le Sud-Ouest durant l'Oligocène et la fin de la formation des Alpes. Les lobes (ou écailles) correspondent à la bordure découpée à l'Ouest de la nappe.
- la faille de la Durance à l’est, dans la vallée ;
- le plateau de Valensole au-delà de la vallée de la Durance : bassin molassique du Miocène et du Pliocène composé de roches sédimentaires détritiques (dépôts liés à l'érosion des montagnes apparues à l'Oligocène).

### Relief
La partie moderne du village s'étend le long de la RD 4096, à environ 350 m d'altitude. Le vieux village est une cinquantaine de mètres plus haut. Au sud-est, la commune s'étend dans la vallée de la Durance, de 300 à 360 m d'altitude, mais la commune est séparée de son cours par deux infrastructures massives, l'autoroute A51 et le canal usinier EDF, qui se divise en deux dans sa traversée de Volx.
En allant vers l'ouest, l'altitude s'élève ensuite sensiblement, d'abord sur une première rangée de collines disposées du nord au sud, de la colline de Volx à la Tuilière, en passant par Pietramal et Sainte-Anne, à une altitude d'environ 450 m. Enfin, un pays de collines se développe vers l'ouest : ce sont les derniers sommets du Lubéron, atteignant 791 m.

### Communes limitrophes

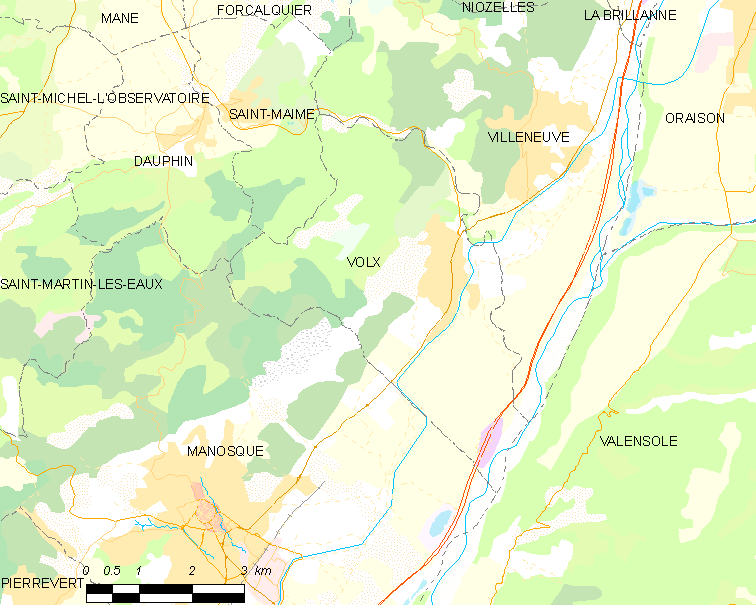
Carte de Volx et des communes limitrophes.

### Communes limitrophes[6]
| Saint-Maime Dauphin | Villeneuve | Villeneuve |
| Dauphin             | Volx       | Villeneuve |
| Manosque            | Manosque   | Valensole  |

Le village est situé à 8 km de Manosque, 44 km de Sisteron, 47 km de Digne-les-Bains et 64 km d'Aix-en-Provence.

### Hydrographie

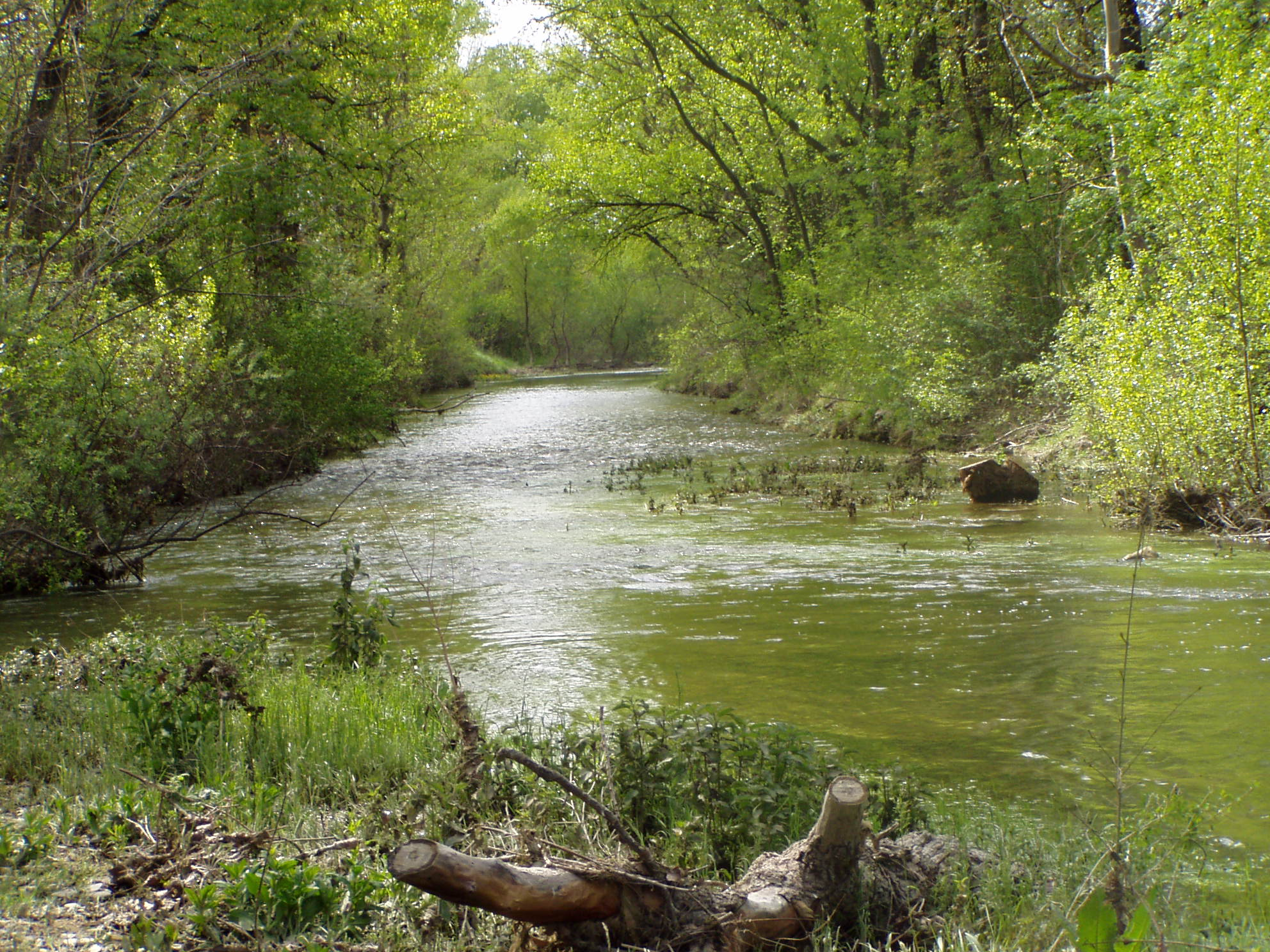
Le Largue séparant Volx et Villeneuve.

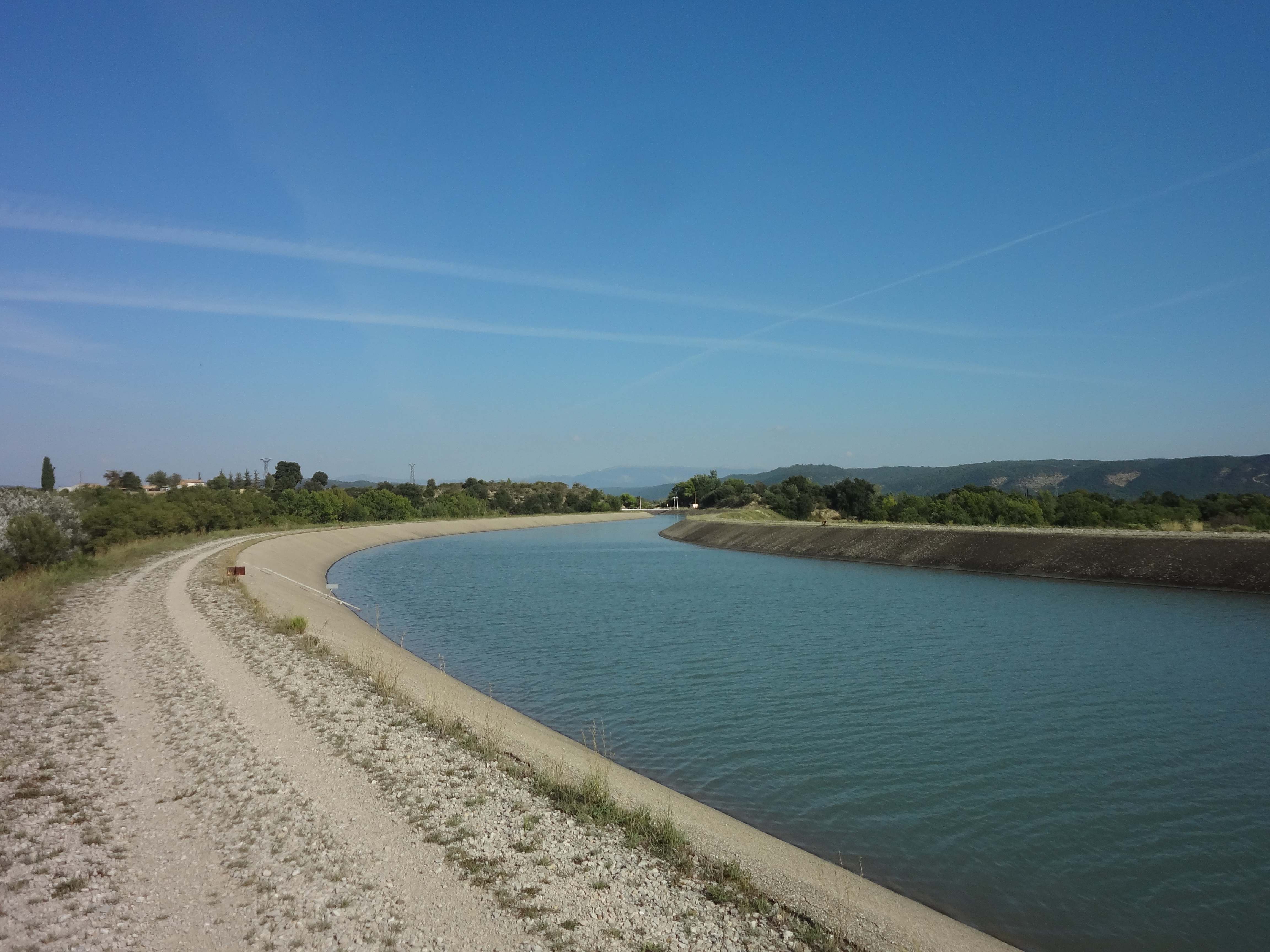
Le canal EDF au nord de Volx.

La Durance borde la commune au sud-est. C'était une rivière dite « capricieuse » et autrefois redoutée pour ses crues (elle était appelée le 3e fléau de la Provence) aussi bien que pour ses étiages, la Durance est une rivière à la fois alpine et méditerranéenne à la morphologie bien particulière.
Le Largue coule en limites nord et est de la commune de Volx, faisant la limite avec les communes de Saint-Maime et de Villeneuve se jette dans la Durance.
D'autres torrents plus ou moins réguliers drainent le territoire de Volx :
- coulant vers le nord, le ravin des Ubacs (qui fait la limite avec Saint-Maime) se jette dans le Largue ;
- coulant vers l'est, le ravin des Plantiers se jette dans le Largue ;
- coulant vers le sud, les ravins de la Tuilière et de Fontamauri se jettent respectivement dans la Durance et le Largue.

Deux canaux d'irrigation creusés au XIXe siècle traversent Volx du Nord au Sud, le canal de La Brillanne et le canal de Manosque. Le premier coule dans la plaine, et son écoulement a été préservé par les aménagements du XXe siècle. Le second coule au pied des collines et traverse le village. Enfin, le principal écoulement d'eau est représenté par le canal usinier EDF qui dérive l'essentiel des eaux de la Durance. Son cours est divisé en deux dans la commune, un qui alimente la centrale hydroélectrique de Manosque, et l'autre qui alimente celles de Villeneuve. Les deux se réunissent en aval de Volx.

### Climat
Pour des articles plus généraux, voir Climat de Provence-Alpes-Côte d'Azur et Climat des Alpes-de-Haute-Provence.
En 2010, le climat de la commune est de type climat méditerranéen altéré, selon une étude du Centre national de la recherche scientifique s'appuyant sur une série de données couvrant la période 1971-2000. En 2020, Météo-France publie une typologie des climats de la France métropolitaine dans laquelle la commune est exposée à un climat de montagne ou de marges de montagne et est dans la région climatique Provence, Languedoc-Roussillon, caractérisée par une pluviométrie faible en été, un très bon ensoleillement (2 600 h/an), un été chaud (21,5 °C), un air très sec en été, sec en toutes saisons, des vents forts (fréquence de 40 à 50 % de vents > 5 m/s) et peu de brouillards.
Pour la période 1971-2000, la température annuelle moyenne est de 12,8 °C, avec une amplitude thermique annuelle de 17,3 °C. Le cumul annuel moyen de précipitations est de 772 mm, avec 6 jours de précipitations en janvier et 3,2 jours en juillet. Pour la période 1991-2020, la température moyenne annuelle observée sur la station météorologique de Météo-France la plus proche, « Dauphin », dans la commune de Dauphin à 5 km à vol d'oiseau, est de 12,6 °C et le cumul annuel moyen de précipitations est de 693,2 mm. 
La température maximale relevée sur cette station est de 42,1 °C, atteinte le 28 juin 2019 ; la température minimale est de −16,4 °C, atteinte le 7 février 2012,,.
Les paramètres climatiques de la commune ont été estimés pour le milieu du siècle (2041-2070) selon différents scénarios d'émission de gaz à effet de serre à partir des nouvelles projections climatiques de référence DRIAS-2020. Ils sont consultables sur un site dédié publié par Météo-France en novembre 2022.

### Transports
Volx est située sur l'ancienne RN 96 (actuelle départementale RD 4096), qui relie Château-Arnoux-Saint-Auban à Aubagne.
Volx est à 8 kilomètres de la bretelle autoroutière de La Brillanne (sortie 19) et à 11 kilomètres de la bretelle autoroutière de Manosque (sortie 18) situées sur l'autoroute A51, qui assure une communication rapide vers le sud en direction d'Aix-en-Provence et de Marseille et vers le nord en direction de Gap et de Sisteron. Les aires de service de Volx et de Manosque sont situées sur son territoire.
Les accès secondaires sont assurés par la RD 13 à l'ouest, qui rejoint Forcalquier et un dense réseau de chemins communaux.
Distance des grandes villes françaises
L'orientation et la localisation de Volx par rapport à quelques grandes villes françaises sont données dans le tableau suivant. Distance à vol d'oiseau :
| Ville                | Marseille | Nice         | Montpellier  | Lyon       | Toulouse   | Bordeaux   | Strasbourg     | Paris      | Nantes       | Rennes       | Lille        |
| Distance Orientation | 75 km (S) | 116 km (S-E) | 161 km (S-O) | 224 km (N) | 355 km (O) | 523 km (O) | 544 km (N-E)*/ | 617 km (N) | 688 km (N-O) | 747 km (N-O) | 781 km*/ (N) |

#### Services autocars

##### Lignes régionales, réseauZou!

Logo du réseau Zou !

- Volx est desservi par 4 lignes EXPRESS[17] :

| Ligne | Tracé                                                   |
| ----- | ------------------------------------------------------- |
| 65    | Marseille ↔ Manosque ↔ Volx ↔ Forcalquier               |
| 68    | Marseille ↔ Volx ↔ Digne-les-Bains ↔ Barcelonnette      |
| 69    | Marseille ↔ Manosque ↔ Volx ↔ Sisteron ↔ Gap ↔ Briançon |

- 2 lignes de PROXIMITÉ :

| Ligne | Tracé                                                 |
| ----- | ----------------------------------------------------- |
| 470   | Banon ↔ Saint-Michel-l'Observatoire ↔ Volx ↔ Manosque |
| 480   | Forcalquier ↔ Volx ↔ Manosque                         |
| 483   | Digne-les-Bains ↔ Volx ↔ Manosque                     |

##### Lignes intercommunales

Logo du réseau Trans'Agglo

Le village est desservi par une ligne intercommunale du réseau Trans'Agglo.
| Ligne | Parcours                                              |
| ----- | ----------------------------------------------------- |
| 120   | Oraison ↔ La Brillanne ↔ Villeneuve ↔ Volx ↔ Manosque |

##### Lignes scolaires
Des lignes de transports scolaires ont été mises en place pour rallier les trois collèges de Manosque, les trois lycées de Manosque, le lycée Félix-Esclangon, le lycée des Iscles et le lycée des Métiers-Louis-Martin-Bret ainsi que le collège de Volx. Ces lignes sont financées par la communauté d'agglomération Durance-Luberon-Verdon Agglomération au travers du réseau Trans'Agglo. En plus des lignes existantes du réseau, deux autres ont été rajoutées.
| Ligne | Parcours                     |
| ----- | ---------------------------- |
| 161 S | Villeneuve ↔ Volx ↔ Manosque |
| 163 S | Villeneuve ↔ Volx            |

#### Transports ferroviaires
La gare SNCF la plus proche est celle de Manosque - Gréoux-les-Bains, située à 9 kilomètres de Volx et desservie par les TER de la ligne de Lyon à Marseille (via Grenoble). Les autres gares à proximité sont celles de La Brillanne-Oraison à 6,6 km et Manosque - Gréoux-les-Bains à 7,2 km, toutes les deux sur la ligne de Lyon à Marseille via Grenoble.
La gare TGV la plus proche de Volx est celle d'Aix-en-Provence TGV.
La gare de Volx est fermée depuis 1938.

### Risques naturels et technologiques

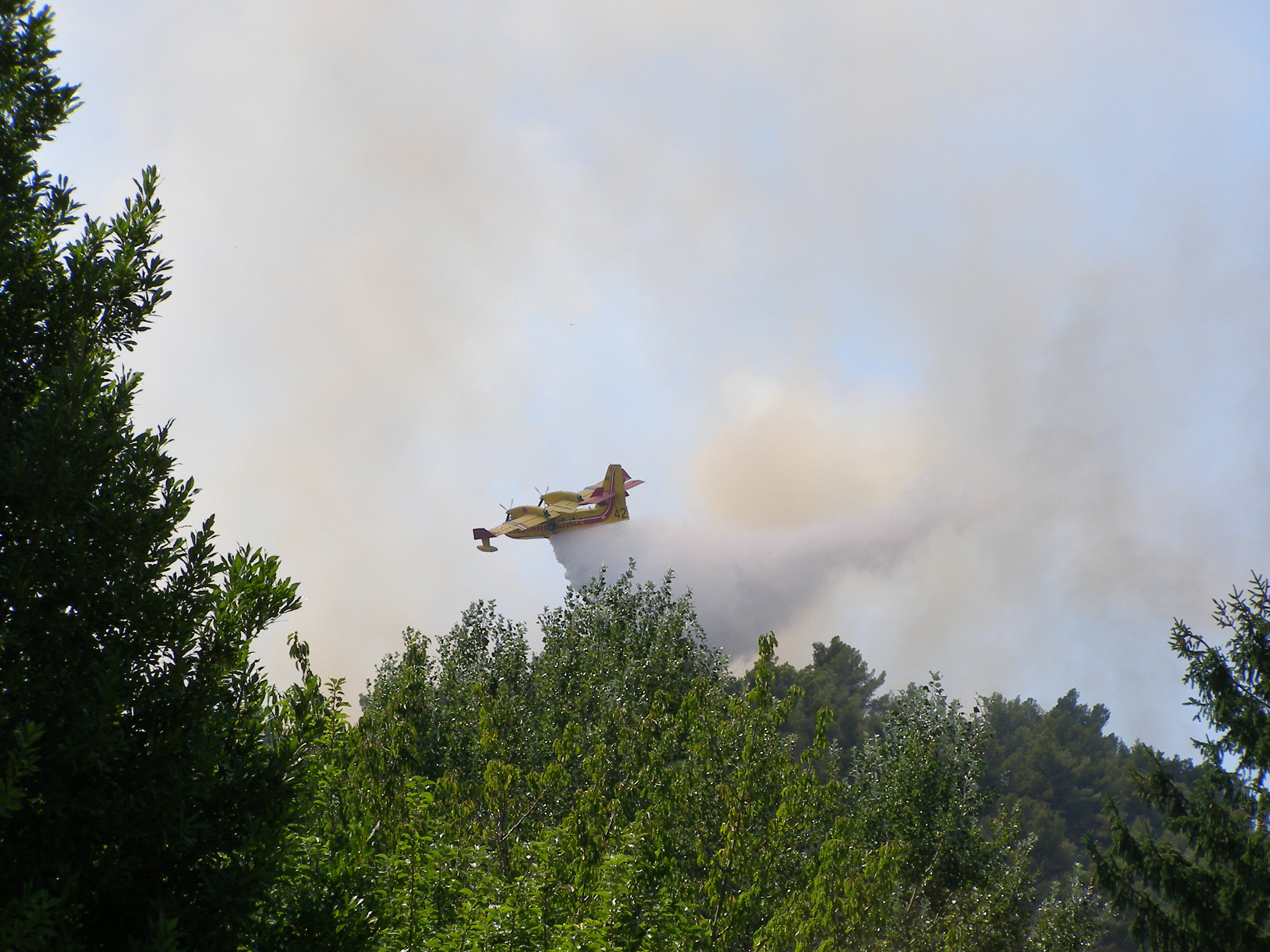
Largage d'eau par Canadair sur un incendie de forêt à Volx.

Aucune des 200 communes du département n'est en zone de risque sismique nul. Le canton de Manosque-Nord dont fait partie Volx est classé en zone 2 (risque moyen, risque maximal en métropole) selon la classification déterministe de 1991, basée sur les séismes historiques, et en zone 4 (risque moyen) selon la classification probabiliste EC8 de 2011. La commune de Volx est également exposée à trois autres risques naturels :
- feu de forêt ;
- inondation (dans les vallées de la Durance et du Largue) ;
- mouvement de terrain : plusieurs versants de la commune sont concernés par un aléa moyen à fort[21].

La commune de Volx est de plus exposée à plusieurs risques d'origine technologique :
- celui de transport de matières dangereuses, par rail, route et canalisations. Pour ce risque, il s'agit pour l'essentiel du transit de matières premières à destination des usines Arkema de Saint-Auban et Sanofi de Sisteron, et du transport des matières qui y sont produites[23]:
  - en ce qui concerne la voie ferrée, c'est la ligne de Lyon à Marseille (via Grenoble) qui traverse la commune[24] ;
  - l'autoroute A51 et la départementale RD 4096 (ancienne route nationale 96) peuvent être empruntées par les transports routiers de marchandises dangereuses[24] ;
  - enfin, le gazoduc servant à alimenter Digne en gaz naturel traverse la commune et constitue donc un facteur de risque supplémentaire[25]. Une canalisation transportant de l'ammoniac en provenance de l'usine Arkema emprunte le trajet de la voie ferrée de Forcalquier à Volx dans la vallée du Largue[26] ;
- le deuxième risque technologique est un risque industriel, lié à la proximité des stockages d'hydrocarbures de Géosel et de gaz naturel de Géométhane. La commune est incluse dans le plan particulier d'intervention de ces deux installations classées Seveso seuil haut[22];
- le troisième risque technologique est celui de rupture de barrage. Volx est situé en contrebas de deux barrages dont la rupture provoquerait une onde de submersion menaçant la commune[22]. Le plus proche et le moins volumineux est la retenue de la Laye. Le barrage de Serre-Ponçon, bien que plus éloigné, provoquerait une onde de submersion qui pourrait inonder la commune jusqu'au pied des collines de la Tuilière et de Piétramal[27].

Le plan de prévention des risques naturels prévisibles (PPR) de la commune a été approuvé en 2008 pour les risques d'inondation, de feu de forêt, de mouvement de terrain et de séisme ; le Dicrim n'existe pas.
La commune a été l'objet de plusieurs arrêtés de catastrophe naturelle : en 1994 pour des inondations, des coulées de boue et des glissements de terrain, puis à nouveau en 2011 et en 2019 pour des inondations et des coulées de boue. En janvier 2008, d'importantes chutes de quartiers de roc ont lieu à Volx. Volx a été deux fois à l'épicentre de tremblements de terre fortement ressentis. Les intensités macro-sismiques indiquées utilisent l'échelle MSK établie en fonction des effets de la secousse, et non de sa puissance :
- le séisme du 14 mai 1913, d'une intensité de VII-VIII (dégâts sur les bâtiments)[31],[32],
- le séisme du 26 décembre 1979, avec une intensité ressentie de V (dormeurs réveillés, chutes d'objet)[33].

Le risque industriel s'est manifesté lors de la fuite de naphta dans les installations Géosel, le 1er mai 2010. Le captage d'eau avait été suspendu (voir l'article Géosel).

## Urbanisme

### Typologie
Au 1er janvier 2024, Volx est catégorisée petite ville, selon la nouvelle grille communale de densité à 7 niveaux définie par l'Insee en 2022.
Elle appartient à l'unité urbaine de Volx, une unité urbaine monocommunale constituant une ville isolée,. Par ailleurs la commune fait partie de l'aire d'attraction de Manosque, dont elle est une commune de la couronne,. Cette aire, qui regroupe 30 communes, est catégorisée dans les aires de 50 000 à moins de 200 000 habitants,.

### Occupation des sols
L'occupation des sols de la commune, telle qu'elle ressort de la base de données européenne d’occupation biophysique des sols Corine Land Cover (CLC), est marquée par l'importance des forêts et milieux semi-naturels (48,2 % en 2018), une proportion identique à celle de 1990 (48,2 %). La répartition détaillée en 2018 est la suivante : 
forêts (36,8 %), terres arables (25,2 %), zones agricoles hétérogènes (15,7 %), zones urbanisées (8,3 %), milieux à végétation arbustive et/ou herbacée (7,5 %), espaces ouverts, sans ou avec peu de végétation (3,9 %), zones industrielles ou commerciales et réseaux de communication (1,5 %), cultures permanentes (1,1 %).
L'évolution de l’occupation des sols de la commune et de ses infrastructures peut être observée sur les différentes représentations cartographiques du territoire : la carte de Cassini (XVIIIe siècle), la carte d'état-major (1820-1866) et les cartes ou photos aériennes de l'IGN pour la période actuelle (1950 à aujourd'hui).

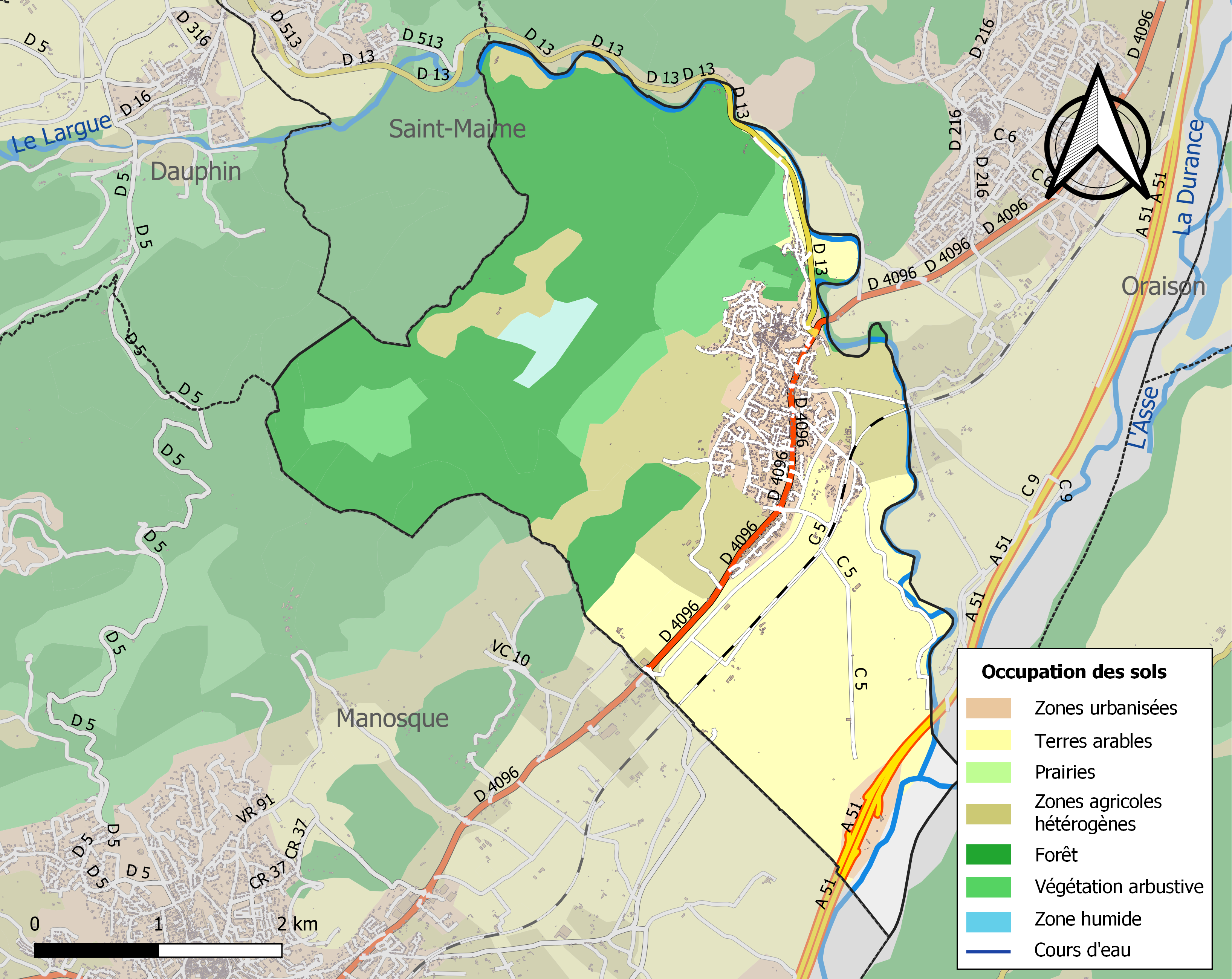
Carte de l'occupation des sols de la commune en 2018 (CLC).

## Toponymie
Volx se nomme Vòus en provençal.

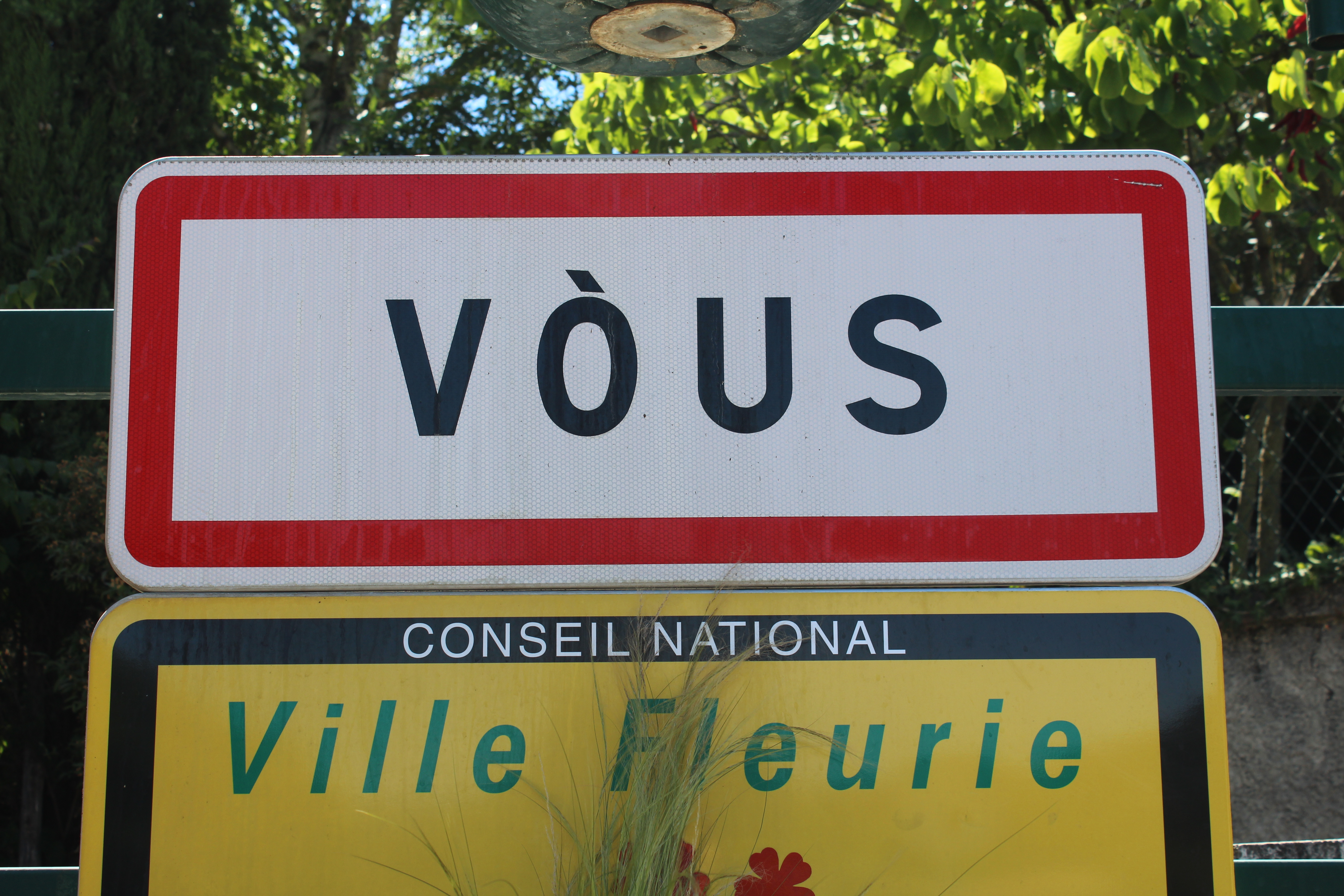
Panneau d'entrée avec le nom provençal.

Le village, appelé Vols ou même Rocam de Vols (la Roche de Volx, en référence à la montagne isolée entre Luberon et collines de Forcalquier), tire son nom d’une racine très ancienne, probablement oronymique (décrivant un relief) selon le couple Fénié. Selon Charles Rostaing, le toponyme est probablement antérieur aux Gaulois.

## Histoire
Dans l’Antiquité, le territoire de Volx fait partie de celui des Sogiontiques (Sogiontii), dont le territoire s’étend du sud des Baronnies à la Durance. Les Sogiontiques sont fédérés aux Voconces, et après la conquête romaine, ils sont rattachés avec eux à la province romaine de Narbonnaise. Au IIe siècle, ils sont détachés des Voconces et forment une civitas distincte, avec pour capitale Segustero (Sisteron).

### Moyen Âge

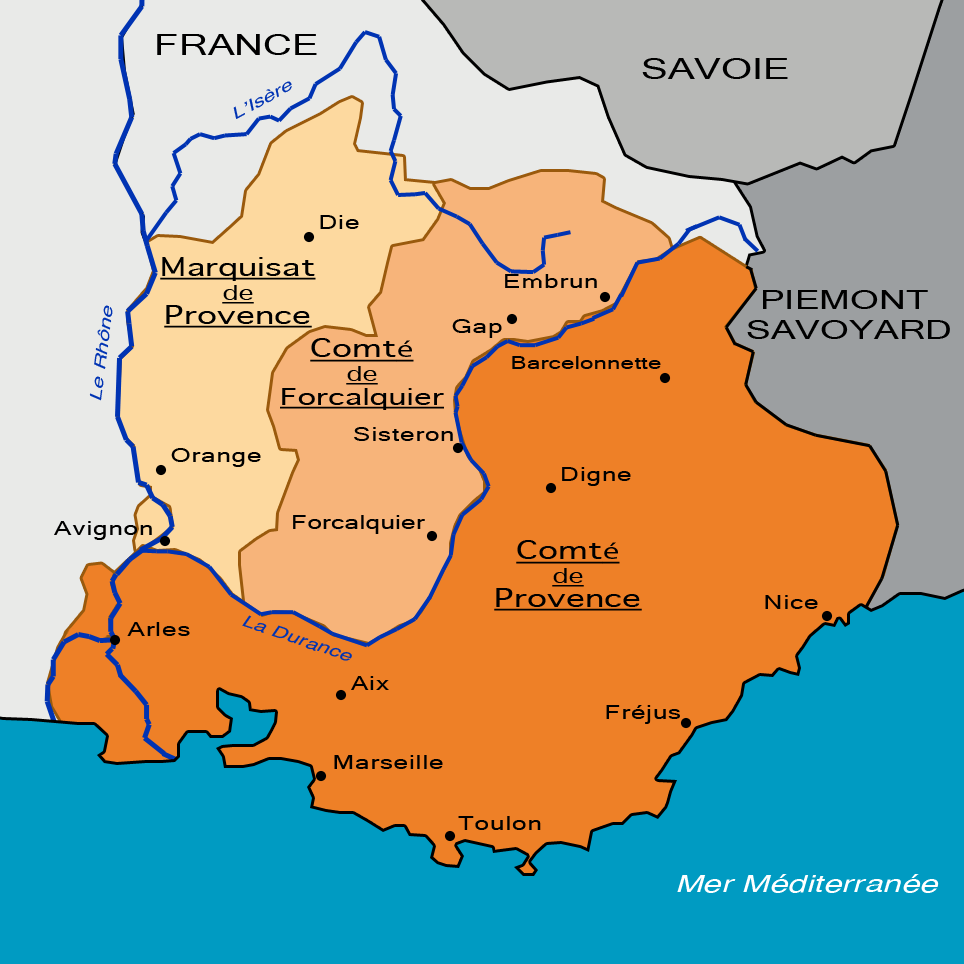
En 1125, le territoire fait partie du comté de Forcalquier.

Au haut Moyen Âge, un petit baptistère est construit, sous le nom de Saint-Jean le Précurseur, avec l’abbaye Notre-Dame de Baulis. Elle est refondée en 812 par l'évêque de Sisteron Jean II,, qui la place sous la règle de saint Benoît, dans le cadre de la réforme monastique du début du IXe siècle visant à revenir à la pureté de la règle monastique originale,. Elle comportait deux églises, Sainte-Marie et Saint-Martin, et le petit baptistère Saint-Jean-Baptiste. Dans sa riche dotation, se trouvait l’église Saint-Saturnin et plusieurs autres paroisses. Cet ensemble monastique, et les églises placées dans sa dépendance, passent sous l'égide de Ganagobie au Xe siècle. Ce monastère est construit en contrebas du village de Volx. Elle est église paroissiale jusqu'au XVIIe siècle. L'église Saint-Étienne, placée dans la dépendance de l'abbaye, est probablement située sur l'ubac du rocher de Volx,.
Le fief de Mirabeau relevait du comté de Forcalquier au XIIe siècle. Lorsque ce comté perd son indépendance en 1209, à la mort de Guillaume II, un de ses neveux, Guillaume de Sabran tente de le relever. Après une lutte de dix ans, il passe un accord à Meyrargues le 29 juin 1220 avec Raimond Bérenger IV, comte de Provence et lui aussi héritier du comté de Forcalquier. Par cet accord, la moitié sud du comté, dont Mirabeau, lui est donnée. Guillaume de Sabran conserve sa moitié de comté jusqu'à sa mort, vers 1250.
Le fief de Volx appartient aux seigneurs de Villemus du XIIIe au XVe siècle[réf. souhaitée]. La communauté de Volx relevait de la viguerie de Forcalquier. Lors de la crise ouverte par la mort de la reine Jeanne Ire, Giraud Savin et Isnard de Villemus, co-seigneurs de Volx, soutiennent Charles de Duras contre Louis Ier d'Anjou. Le ralliement de Sisteron à la cause angevine, en novembre, entraîne leur changement d’engagement, et ils prêtent hommage les 1er et 2 décembre 1385.
La communauté de Montaigu est rattachée à celle de Volx au XVe siècle.

### Époque moderne
Du XVe au XVIIe siècle, le fief passe aux Valavoire. C’est pour François Auguste de Valavoire, seigneur de Volx, lieutenant-général des armées du roi, gouverneur de la ville de Sisteron, que la seigneurie est érigée en marquisat en 1652, par l'union avec les fiefs de Montagut et Yburgues. Au XVIIIe siècle, elle passe aux d’Amat,.

### Révolution française
Avec la Révolution française, Volx devient chef-lieu de canton (1790),.
Durant la Révolution, le château est incendié, puis ordre est donné de le détruire. La commune compte ensuite une société patriotique, créée après la fin de 1792.
Le maire élu sous la Convention, Jean Aubert, est destitué lors de la réaction thermidorienne, par décision du représentant en mission Isnard. Volx est ensuite le siège d'une municipalité de canton dont les maires sont souvent volxiens.

### Époque contemporaine

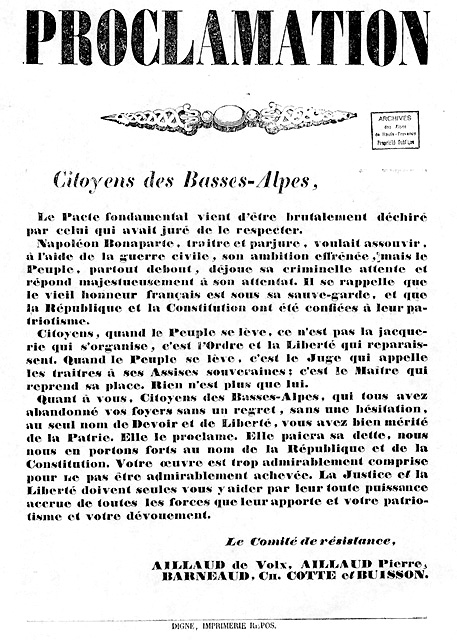
Proclamation contre le coup d'État de 1851 dans les Basses-Alpes.

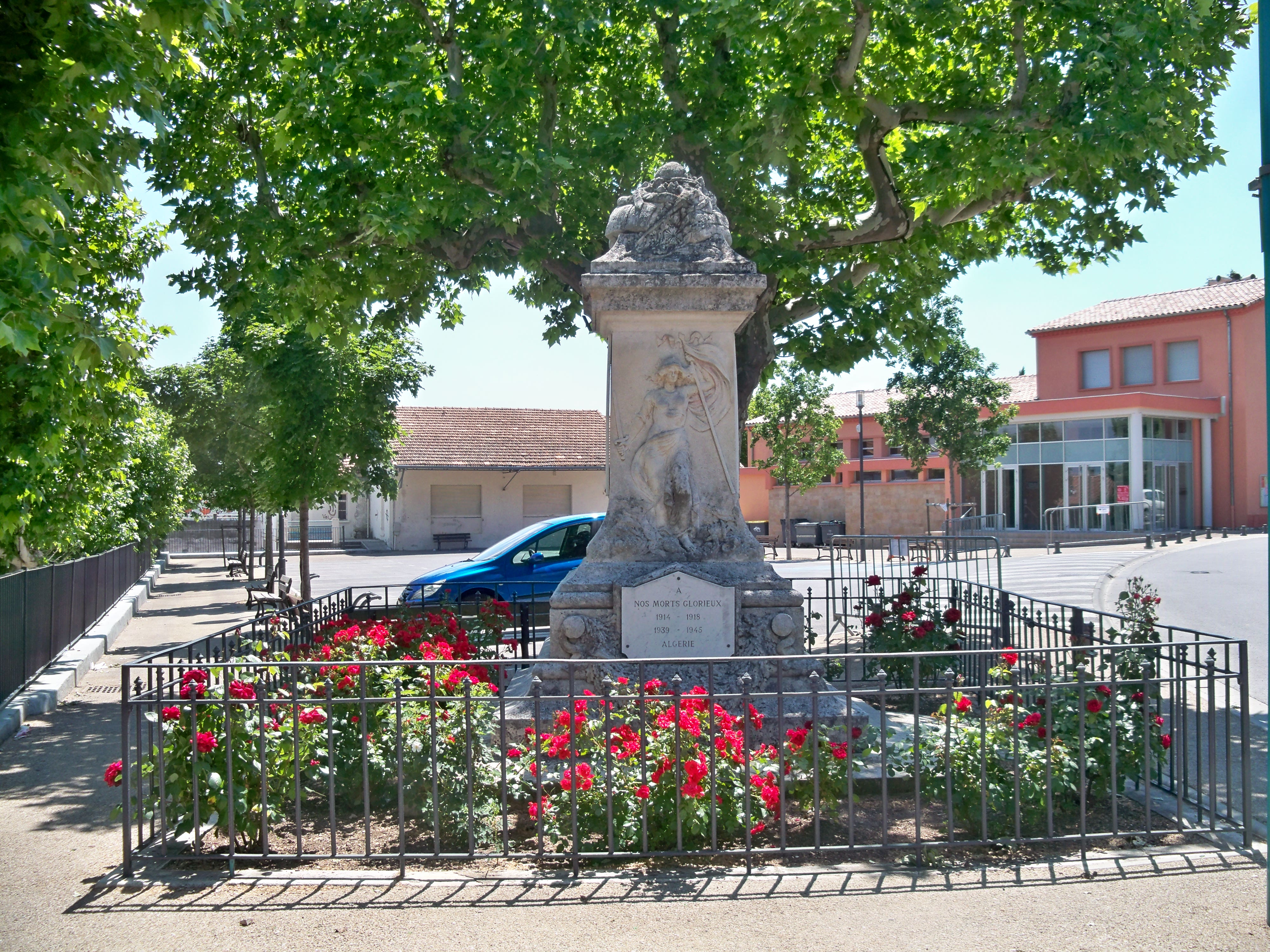
Monument aux morts de la Première Guerre mondiale.

En 1851, à la suite du coup d'État du 2 décembre de Louis-Napoléon Bonaparte, les pays de Sisteron, Forcalquier, Manosque développent une résistance pour défendre la République : 15 000 hommes en armes sont mobilisés. Les résistants prennent le contrôle de la préfecture à Digne, et forment un « Comité départemental de résistance ». L'armée, ralliée à Napoléon III, vient à bout de ce mouvement. Après l’échec de l’insurrection, une sévère répression poursuit ceux qui se sont levés pour défendre la République : 25 habitants de Volx sont traduits devant la commission mixte, la majorité étant condamnés à la déportation en Algérie.
Comme de nombreuses communes du département, Volx se dote d’une école bien avant les lois Jules Ferry : en 1863, elle en possède déjà une qui dispense une instruction primaire aux garçons, au chef-lieu. La même instruction est donnée aux filles, la loi Falloux (1851) imposant l’ouverture d’une école de filles aux communes de plus de 800 habitants. La commune profite des subventions de la deuxième loi Duruy (1877) pour construire une école neuve.
En 1906, le conseil municipal fait détruire la chapelle Notre-Dame-de-Baulis, datée du XIIe siècle, pour construire l'Hôtel de ville actuelle,.
Comme toute la France, la commune compte des hommes morts au front durant la Première Guerre mondiale. De 1836 à 1931, l'exode rural entraîne une diminution de plus de la moitié de la population, qui passe de 1 366 à 627 habitants.
La gare de Volx est une gare de correspondance à partir du 25 octobre 1890, quand sont ouvertes deux lignes PLM se séparant à quelques kilomètres de Volx, à Saint-Maime Dauphin. La première se dirige vers Apt (où elle se poursuit vers Cavaillon et Avignon), la seconde bifurque vers Forcalquier. Ces deux lignes seront fermées au trafic des voyageurs le 2 octobre 1938.
En 1941, les jeunes internés du centre de séjour surveillé de Forcalquier (internant des étrangers jugés indésirables par la Troisième République puis par Vichy) sont transférés à Volx. Le département est occupé par l'Italie en 1942-1943, puis par l'Allemagne nazie jusqu'en août 1944.
Pour préparer le débarquement de Provence, deux équipes Jedburgh sont parachutées les 8 et 9 août afin d’agir sur les arrières allemands, et notamment sur les voies de communication. Disposant du soutien de 3 000 FFI, elles prennent le contrôle de la RN 96 qui permet de remonter la vallée de la Durance de Manosque à Veynes. Au cours des opérations suivant le débarquement, les forces alliées franchissent très tôt les premières défenses allemandes, et se lancent dans de rapides offensives de débordement, afin de couper les voies de retraite à la Wehrmacht. Une colonne, partie le 17 août de Vidauban, franchit la Durance le 20 août au sud de Mirabeau. Le 143e régiment d’infanterie US forme une colonne qui remonte la vallée de la Durance toute la journée du 20 août et libère les villes et villages sur son passage, dont Volx.

## Politique et administration

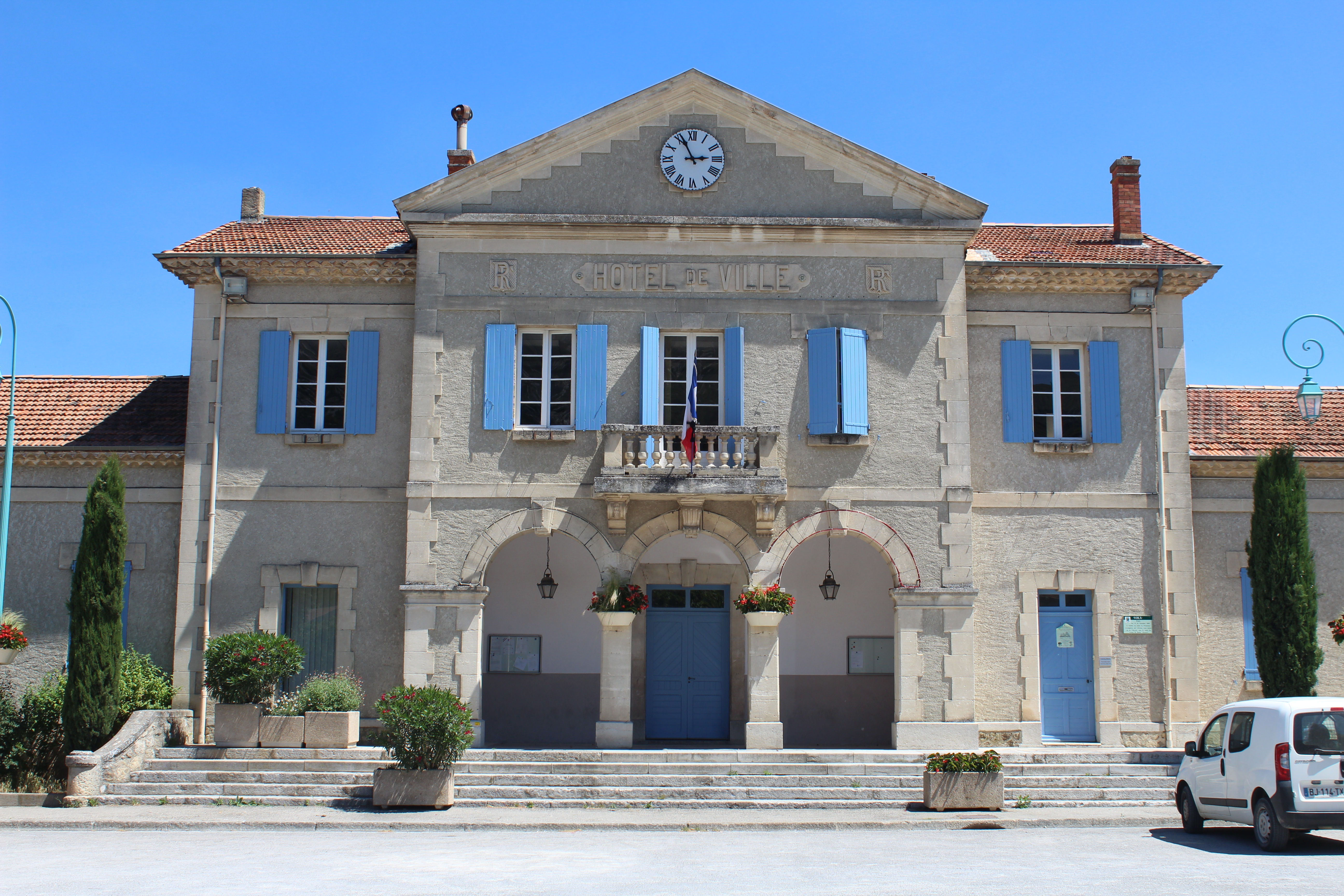
Hôtel de ville de Volx.

### Administration municipale
De par sa taille, la commune dispose d'un conseil municipal de 23 membres (article L2121-2 du Code général des collectivités territoriales). Lors du scrutin de 2008 il n’y eut qu’un seul tour, Jérome Dubois a été réélu conseiller municipal au premier tour avec le quinzième total de 1 157 voix soit 81,48 % des suffrages exprimés. La participation a été de 65,41 %. Il a ensuite été nommé maire par le conseil municipal.

### Liste des maires
L'élection du maire est la grande innovation de la Révolution de 1789. De 1790 à 1795, les maires sont élus au suffrage censitaire pour 2 ans. De 1795 à 1800, il n’y a pas de maires, la commune se contente de désigner un agent municipal qui est délégué à la municipalité de canton.
En 1799-1800, le Consulat revient sur l'élection des maires, qui sont désormais nommés par le pouvoir central. Ce système est conservé par les régimes suivants, à l'exception de la Deuxième République (1848-1851). Après avoir conservé le système autoritaire, la Troisième République libéralise par la loi du 5 avril 1884 l'administration des communes : le conseil municipal, élu au suffrage universel, élit le maire en son sein.
| Période                                  | Période              | Identité                   | Étiquette | Qualité |
| ---------------------------------------- | -------------------- | -------------------------- | --------- | --- |
| Les données manquantes sont à compléter. |                      |                            |           | |
| 1800                                     | 1808                 | Marc Aillaud               |           | |
| 1808                                     | 4 mai 1811           | Jacques Comte              |           | |
| 4 mai 1811                               | 31 janvier 1813      | Joseph Blanc               |           | |
| 31 janvier 1813                          | 3 juillet 1820       | Antoine Bicaïs             |           | |
| 3 juillet 1820                           | 20 novembre 1823     | Edme Bonnet                |           | |
| 20 novembre 1823                         | 15 mars 1834         | Jean Comte                 |           | |
| 15 mars 1834                             | 3 janvier 1838       | Joseph Silbert             |           | |
| 3 janvier 1838                           | 27 octobre 1846      | Joseph Duplan              |           | |
| 27 octobre 1846                          | 21 février 1852      | Joseph Reynier             |           | |
| 21 février 1852                          | 12 septembre 1852    | Antoine Blanc              |           | |
| 12 septembre 1852                        | 10 août 1856         | Michel Reybaud             |           | |
| 10 août 1856                             | 16 février 1864      | Jean Rougier               |           | |
| 16 février 1864                          | 21 octobre 1866      | Pierre Degravel            |           | |
| 21 octobre 1866                          | 21 juin 1871         | Léon Avon                  |           | Cultivateur |
| 21 juin 1871                             | 26 février 1874      | Pierre Bonnefille          |           | |
| 26 février 1874                          | 1er avril 1876       | Léon Avon                  |           | Cultivateur |
| 1er avril 1876                           | 12 juillet 1876      | Joseph Coupier             |           | |
| 12 juillet 1876                          | 14 novembre 1877     | Louis Julien               |           | |
| 14 novembre 1877                         | 31 décembre 1877     | Léon Avon                  |           | Cultivateur |
| 31 décembre 1877                         | 1er avril 1881       | Louis Julien               |           | |
| 1er avril 1881                           | 2 juillet 1884       | Charles Guigou             |           | |
| 2 juillet 1884                           | 11 février 1887      | Joseph Aillaud             |           | |
| 11 février 1887                          | 15 novembre 1896     | Charles Guigou             |           | |
| 15 novembre 1896                         | 17 avril 1905        | Charles de Gantelmi d'Ille |           | Marquis Gantelmi d'Ille de Saint-Clément Volx |
| 17 avril 1905                            | 1er novembre 1907    | François Coupier           |           | |
| 1er novembre 1907                        | 13 mai 1908          | Louis Audibert             |           | |
| 13 mai 1908                              | 30 novembre 1919     | Célestin Aubert            |           | |
| 30 novembre 1919                         | 13 mai 1945          | Paul Brémond               |           | Entrepreneur Maçon |
| 13 mai 1945                              | 26 octobre 1947      | Élie Aubert                |           | |
| 26 octobre 1947                          | 15 mars 1959         | Françoise Arrighi          |           | |
| 15 mars 1959                             | 21 mars 1971         | Laurent Listello           |           | |
| 21 mars 1971                             | mai 2005 (démission) | Claude Domeizel            | PS        | Professeur des écoles retraité Sénateur des Alpes-de-Haute-Provence (1998 → 2014) Conseiller régional de Provence-Alpes-Côte d'Azur (1982 → 1986 puis 1988 → 1992)                                                                  |
| mai 2005                                 | En cours             | Jérôme Dubois,             | PS,       | Professeur de faculté Conseiller départemental du canton de Manosque-2 (2017 → 2021) 8e vice-président du conseil départemental (2017 → 2021) 6e vice-président de DLVA (2020 → ) Président du Pays de Haute-Provence (2008 → 2014) |

### Administrations
Volx est une des trois communes du canton de Manosque-Nord, qui totalise 12 240 habitants en 2006. Le canton fait partie de l'arrondissement de Forcalquier depuis le 17 février 1800 et de la deuxième circonscription des Alpes-de-Haute-Provence. Volx fait partie du canton de Manosque-Nord depuis 1973 après avoir fait partie du canton de Volx de 1793 à 1801, du canton de Forcalquier de 1801 à 1802 et du canton de Manosque de 1801 à 1973. La commune fait partie de la juridiction d’instance et prud'hommale de Manosque, et de grande instance de Digne-les-Bains.
Un peloton de surveillance et d'intervention (PSIG) de la gendarmerie nationale est basé à Volx.

### Fiscalité
| Taxe                                        | Part communale | Part intercommunale | Part départementale | Part régionale |
| ------------------------------------------- | -------------- | ------------------- | ------------------- | -------------- |
| Taxe d'habitation                           | 8,50 %         | 0,00 %              | 5,53 %              | 0,00 %         |
| Taxe foncière sur les propriétés bâties     | 24,91 %        | 0,00 %              | 14,49 %             | 2,36 %         |
| Taxe foncière sur les propriétés non bâties | 76,49 %        | 0,00 %              | 47,16 %             | 8,85 %         |
| Taxe professionnelle                        | 0,00 %         | 22,75 %             | 10,80 %             | 3,84 %         |

La part régionale de la taxe d'habitation n'est pas applicable.
La taxe professionnelle est remplacée en 2010 par la cotisation foncière des entreprises portant sur la valeur locative des biens immobiliers et par la contribution sur la valeur ajoutée des entreprises (les deux formant la contribution économique territoriale qui est un impôt local instauré par la loi de finances pour 2010).

### Intercommunalité
Volx fait partie :
- de 2000 à 2013, de la communauté de communes Intercommunalité du Luberon Oriental ;
- depuis le 1er janvier 2013, de la communauté d'agglomération Durance Luberon Verdon.

### Politique environnementale

Volx est classée 3 fleurs au concours des villes et villages fleuris.
| Volx Châtel-Saint-Denis |

La collecte et traitement des déchets des ménages et déchets assimilés et la protection et mise en valeur de l'environnement se font dans le cadre de la communauté d'agglomération Durance Luberon Verdon.

### Jumelages
- Châtel-Saint-Denis  (Suisse) depuis 1967[83].

Commune suisse du canton de Fribourg, chef-lieu du district de la Veveyse de 8 512 habitants à la fin 2023.

## Population et société

### Démographie
L'évolution du nombre d'habitants est connue à travers les recensements de la population effectués dans la commune depuis 1765. Pour les communes de moins de 10 000 habitants, une enquête de recensement portant sur toute la population est réalisée tous les cinq ans, les populations de référence des années intermédiaires étant quant à elles estimées par interpolation ou extrapolation. Pour la commune, le premier recensement exhaustif entrant dans le cadre du nouveau dispositif a été réalisé en 2006.

En 2022, la commune comptait 3 227 habitants, en évolution de +2,35 % par rapport à 2016 (Alpes-de-Haute-Provence : +2,84 %, France hors Mayotte : +2,11 %).
| 1765 | 1793 | 1800 | 1806 | 1821 | 1831 | 1836 | 1841 | 1846 |
| ---- | ---- | ---- | ---- | ---- | ---- | ---- | ---- | ---- |
| 702  | 646  | 688  | 765  | 921  | 918  | 959  | 950  | 975  |

| 1851 | 1856 | 1861 | 1866 | 1872 | 1876 | 1881 | 1886 | 1891 |
| ---- | ---- | ---- | ---- | ---- | ---- | ---- | ---- | ---- |
| 956  | 946  | 991  | 908  | 905  | 955  | 950  | 888  | 847  |

| 1896 | 1901 | 1906 | 1911 | 1921 | 1926 | 1931 | 1936 | 1946  |
| ---- | ---- | ---- | ---- | ---- | ---- | ---- | ---- | ----- |
| 786  | 813  | 893  | 894  | 956  | 903  | 951  | 868  | 1 002 |

| 1954  | 1962  | 1968  | 1975  | 1982  | 1990  | 1999  | 2006  | 2011  |
| ----- | ----- | ----- | ----- | ----- | ----- | ----- | ----- | ----- |
| 1 059 | 1 334 | 1 902 | 2 026 | 2 185 | 2 516 | 2 690 | 2 859 | 3 080 |

| 2016  | 2021  | 2022  | - | - | - | - | - | - |
| ----- | ----- | ----- | - | - | - | - | - | - |
| 3 153 | 3 219 | 3 227 | - | - | - | - | - | - |

| 1315     | 1471    |
| -------- | ------- |
| 120 feux | 39 feux |

#### Superficie et population
La commune de Volx a une superficie de 1 952 ha et une population de 2 887 habitants (en 2006), ce qui la classe :
| Rang                          | Superficie | Population | Densité |
| ----------------------------- | ---------- | ---------- | ------- |
| France                        | 8 376e     | 3 547e     | 5 574e  |
| Provence-Alpes-Côte-d'Azur    | 581e       | 253e       | 227e    |
| Alpes-de-Haute-Provence       | 142e       | 11e        | 7e      |
| Arrondissement de Forcalquier | 51e        | 8e         | 4e      |
| Canton de Manosque-Nord       | 1re        | 1re        | 1re     |

### Enseignement
La commune est dotée de trois établissements d’enseignement : une école maternelle publique et une école primaire publique et le collège André-Ailhaud (en mémoire d’André Ailhaud dit Ailhaud de Volx),. Puis les élèves sont dirigés vers les lycées de Manosque, soit le lycée professionnel et technique Louis-Martin-Bret soit le lycée polyvalent Les Iscles, soit le lycée Félix-Esclangon.

### Sports
De par son environnement, la commune offre la possibilité de faire des randonnées pédestres et de l'escalade (100 voies équipées, tous niveaux). Mais aussi du tir à l'arc, du VTT, du tennis. Le village possède également un gymnase, des courts de tennis et un terrain de football. La proximité du Lac des Vannades (à 5 min du village) offre la possibilité de baignade.

#### Football
Le village possède un club de football, en commun avec le village voisin de Villeneuve, l'US ViVo 04 (Union Sportive de Villeneuve-Volx 04) fondé en 2014. Le terrain de football de Volx, situé près du collège, est régulièrement utilisé par les différentes équipes.
L'équipe A masculine évolue en District 1 et l'équipe B en District 2.
L'équipe féminine évolue elle, en District 1.

### Santé
Volx compte 7 médecins généralistes, et une pharmacie[réf. nécessaire]. L'hôpital le plus proche se situe à Manosque.

### Cultes
Pour le culte catholique, Volx dépend du secteur de Villeneuve-Volx de l'Archiprêtré du pays de Manosque.

## Économie

### Agriculture
La vigne, composante de la triade méditerranéenne, est présente anciennement à Volx. Au XIXe siècle, le vin produit est destiné à l’autoconsommation, sa qualité permettant de le vendre sur les marchés régionaux.
Les agriculteurs de la commune de Volx ont droit à six labels appellation d'origine contrôlée (AOC) (banon, pierrevert AOC blanc, rouge et rosé, huile d'olive de Provence et huile d'olive de Haute-Provence) et à neuf labels indication géographique protégée (IGP) (petit épeautre, miel de Provence, agneau de Sisteron, alpes-de-haute-provence (IGP) blanc, rouge et rosé et VDP de Méditerranée blanc, rouge et rosé). Les surfaces plantées en vigne sont toutefois assez symboliques.
La culture de l’olivier est une des principales de la commune. Alors que la production d’huile d’olive était très importante jusqu’au début du XXe siècle (avec 17 000 pieds), elle connait un fort déclin, avec seulement 10 800 pieds en 1994. Depuis vingt ans, le renouveau de l’oliveraie a été rendu possible par les subventions par le ministère de l'Agriculture. Outre son rôle économique, l’oliveraie peut aussi jouer un rôle de limitation des incendies de forêt, en tenant le rôle de pare-feu.

Productions agricoles de Volx.
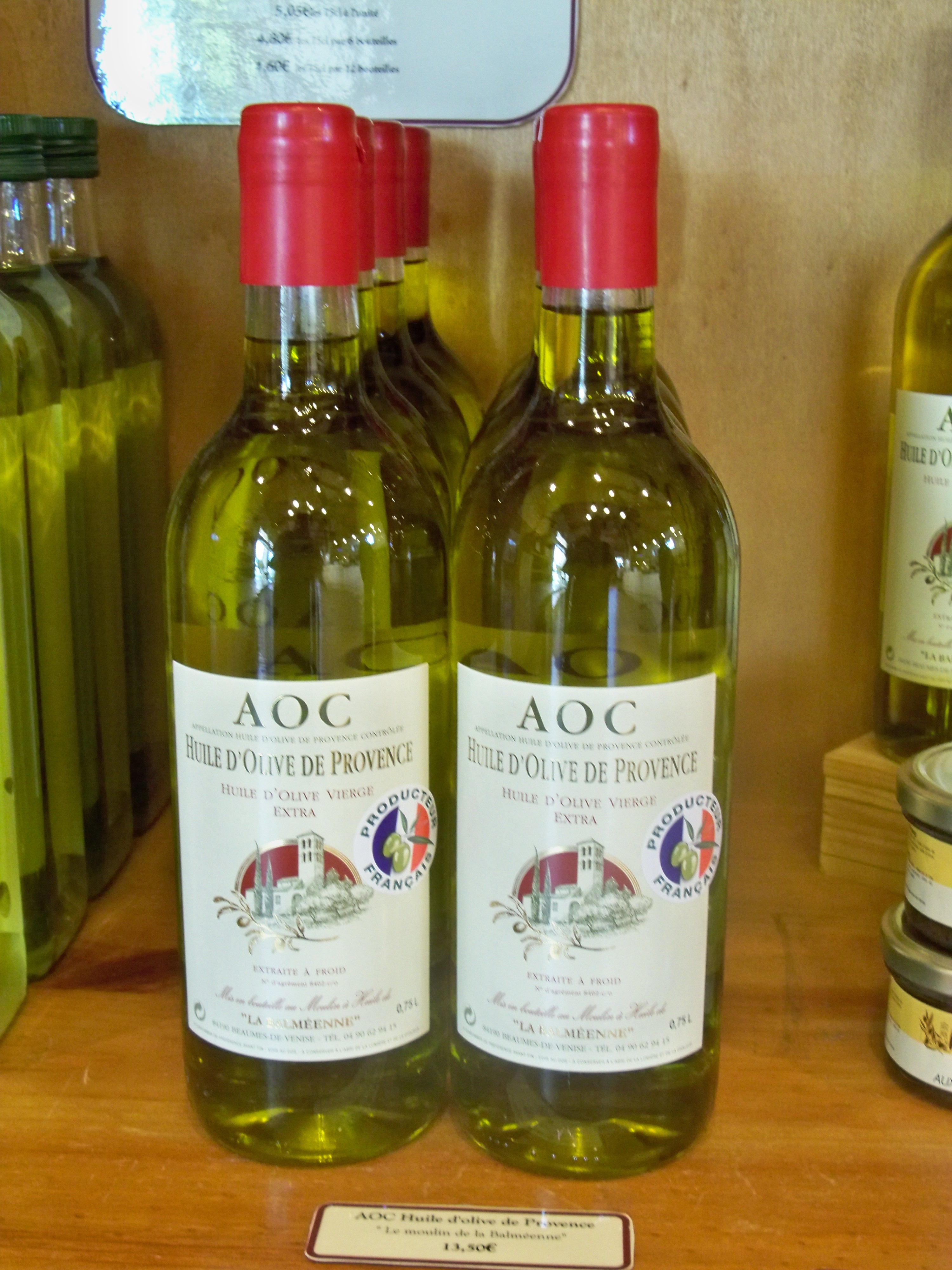
Huile de Provence AOC.
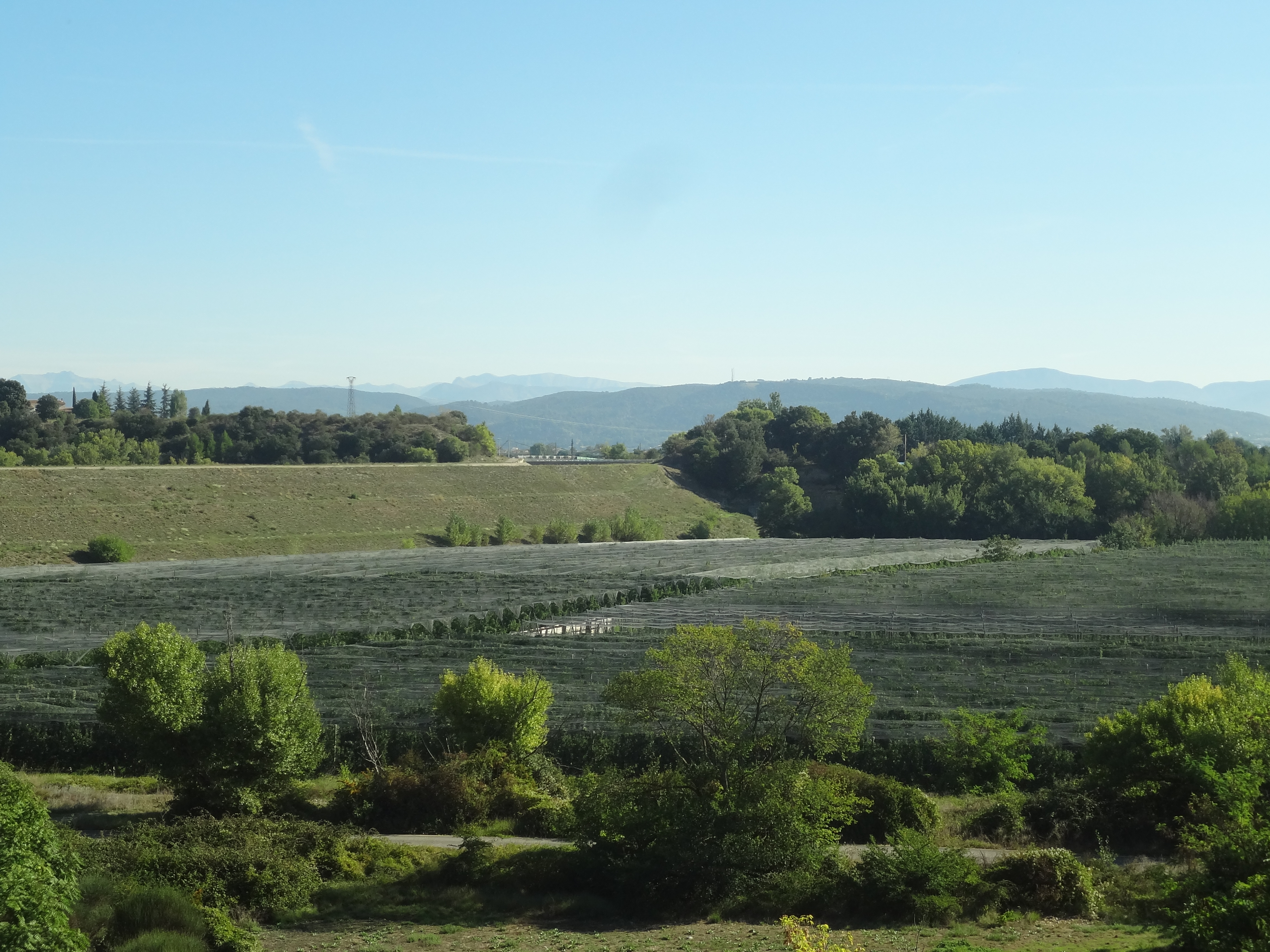
Pommeraie à Volx, protégée par des filets anti-grêles.
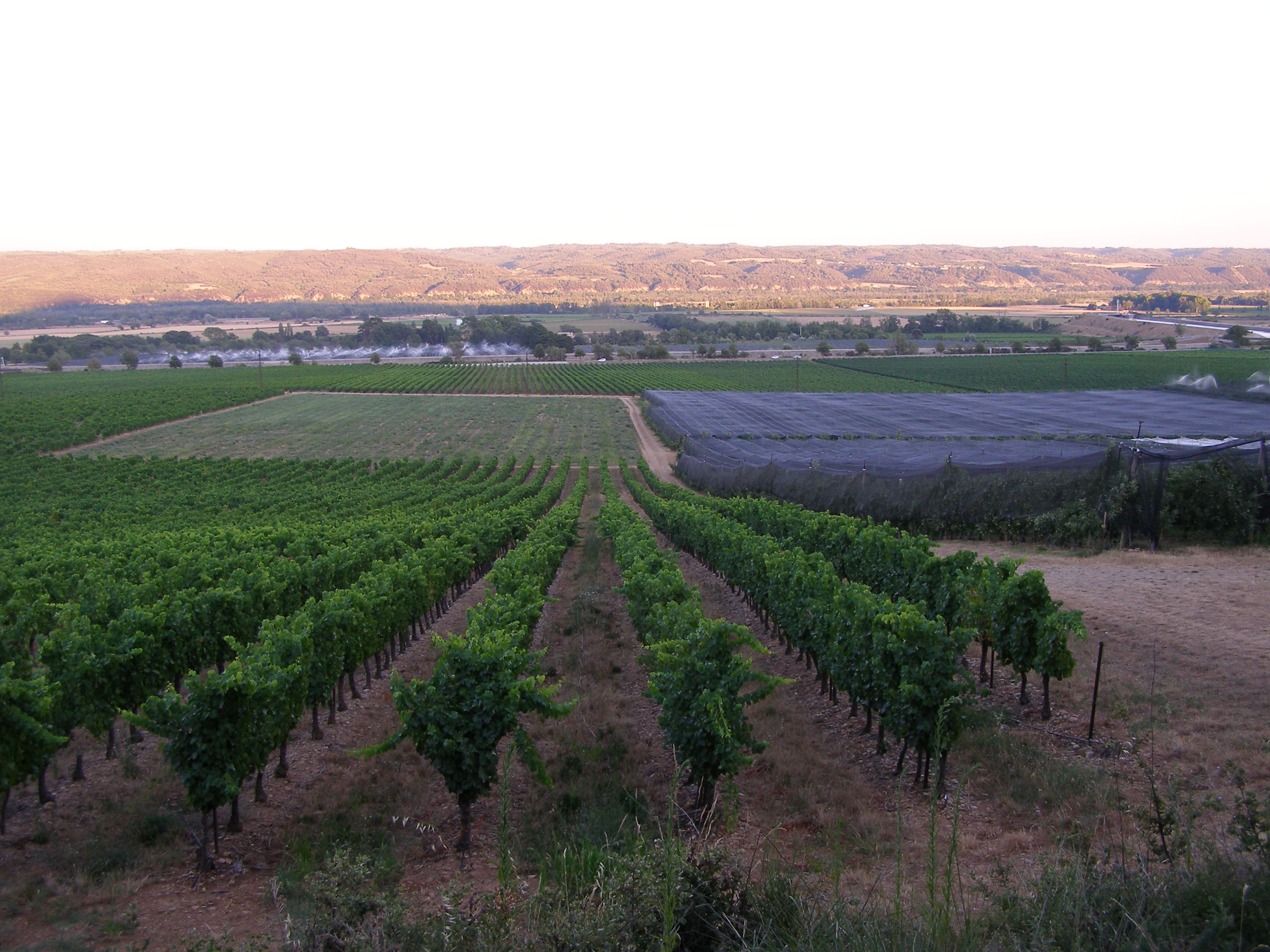
Vignes à Volx.

### Industrie

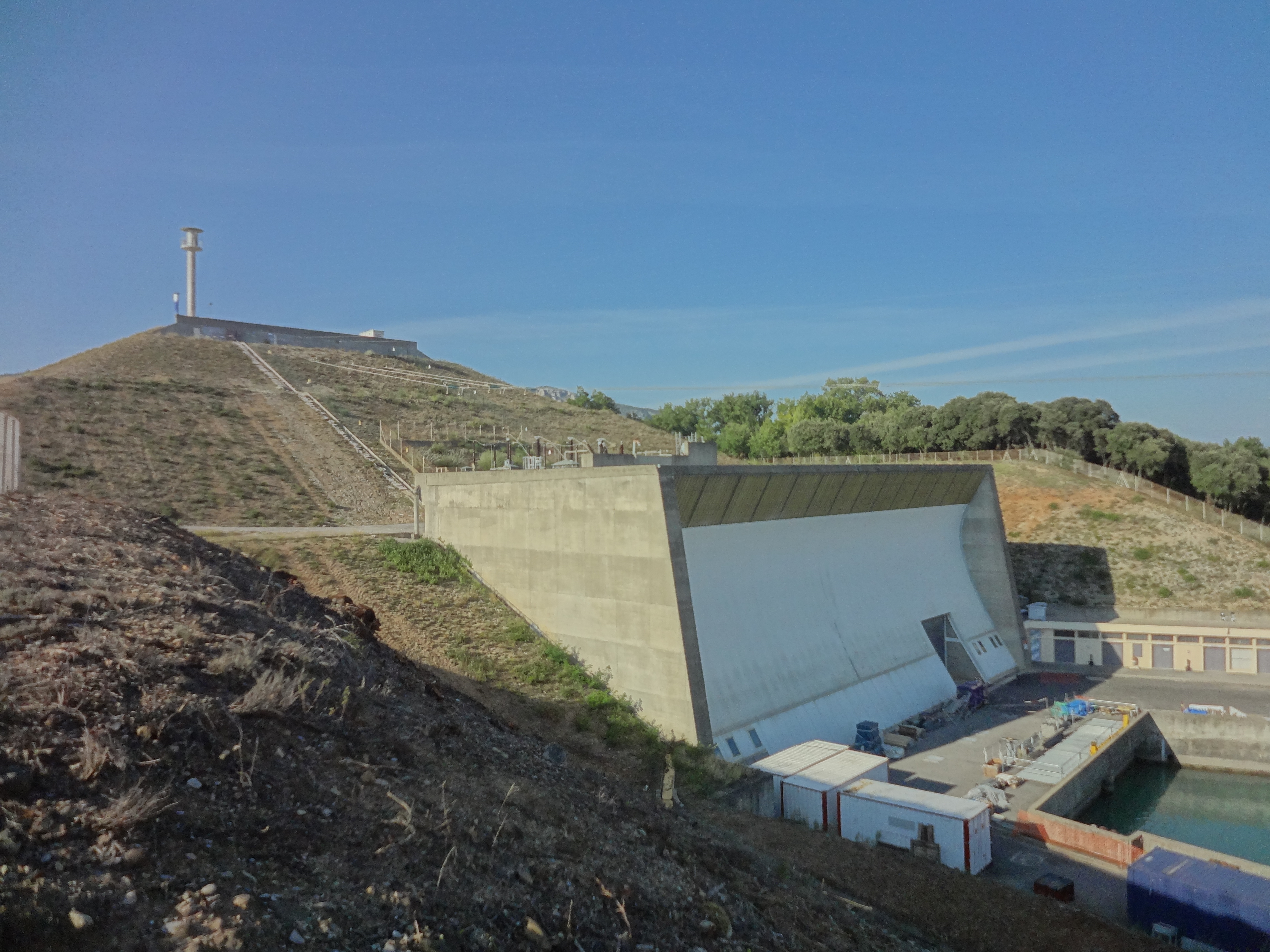
Centrale hydroélectrique de Manosque, établie à cheval sur la commune de Volx.

### Activités de services
Volx abrite une antenne de FranceAgriMer, anciennement Office national interprofessionnel des plantes à parfum, aromatiques et médicinales (ONIPPAM), office agricole chargé entre autres de la filière lavande en France.

## Lieux et monuments

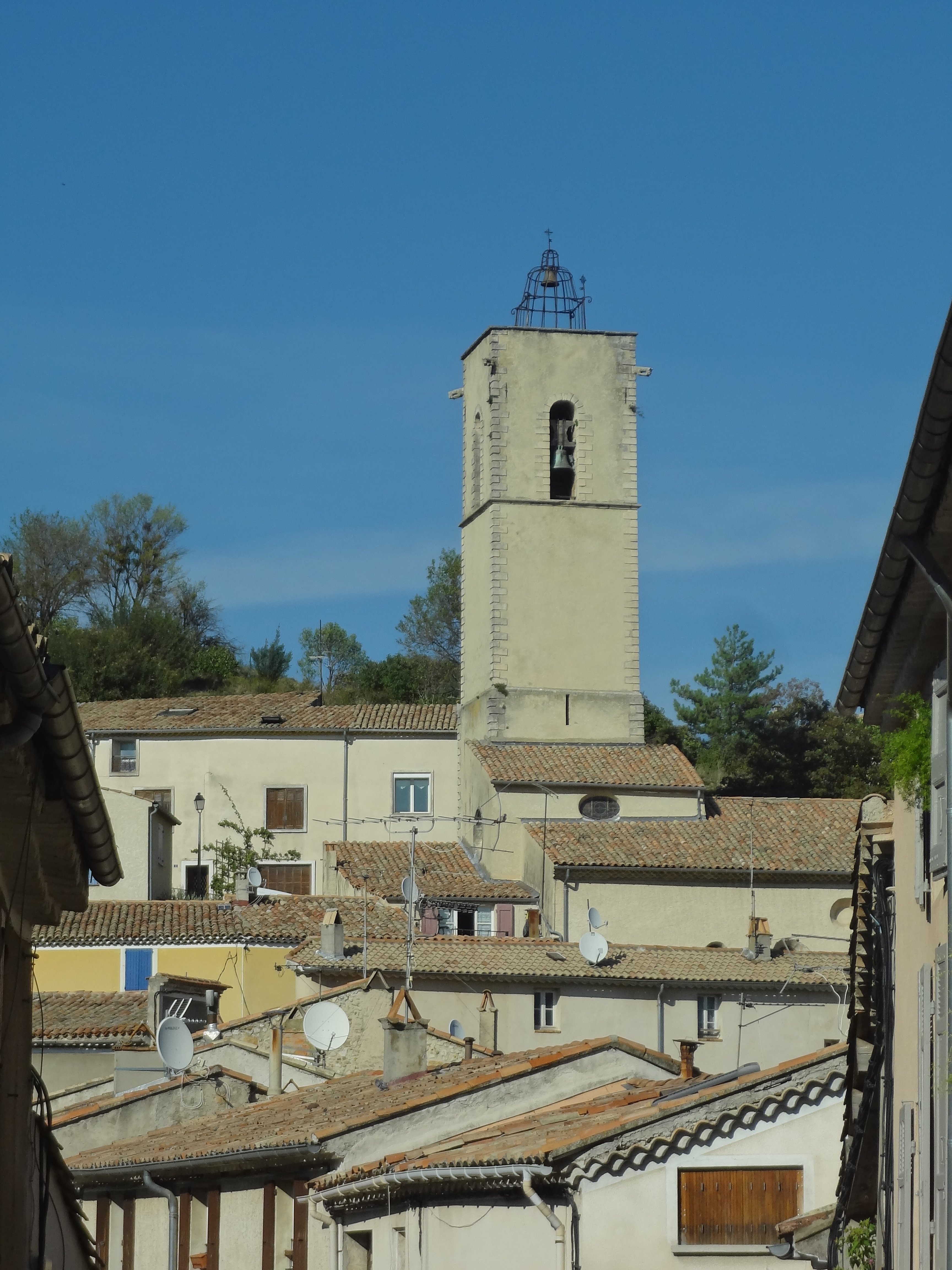
Clocher de l'église et toits du vieux village.

### Architecture ancienne
Le château fort des XIIe et XIIIe siècles, qui domine la vallée de la Durance, est en ruines ; quelques arches de l’aqueduc qui l’alimentait subsistent encore.
Le château Saint-Clément est construit au XVIIe siècle, mais il subit des remaniements importants au XIXe siècle.
Les anciens fours à chaux ont été restaurés en 1980.
Le pont sur le Largue est construit en 1766 : le tablier long de 47 m repose sur 3 arches surbaissées de 12, 13, 12 m. Celles-ci sont séparées par des piles massives de 4,5 m large, elles-mêmes protégées par des avant et arrière-becs triangulaires de 3,1 m. Emprunté par la RN 96, il est élargi en 1910 à 3,1 m.
L’église paroissiale Sainte-Victoire est construite en 1648 et remplace Notre-Dame de Baulis, l'abbatiale, comme église paroissiale. Son titre vient d'une ancienne déesse de la Victoire, adorée localement dans l'Antiquité, et christianisée. Sa nef qui comprend trois travées voûtées en berceau brisé conduit au chœur voûté sous croisée d’ogives. Elle compte un seul bas-côté, du côté nord, voûté d’arêtes.

### Lieux touristiques
De nombreuses voies d'escalade sont présentes dans la commune, dont certaines sont parmi les plus dures de France (Zelig,…). Une partie du film Master's of stone y a été tourné.

Le rocher de Volx.
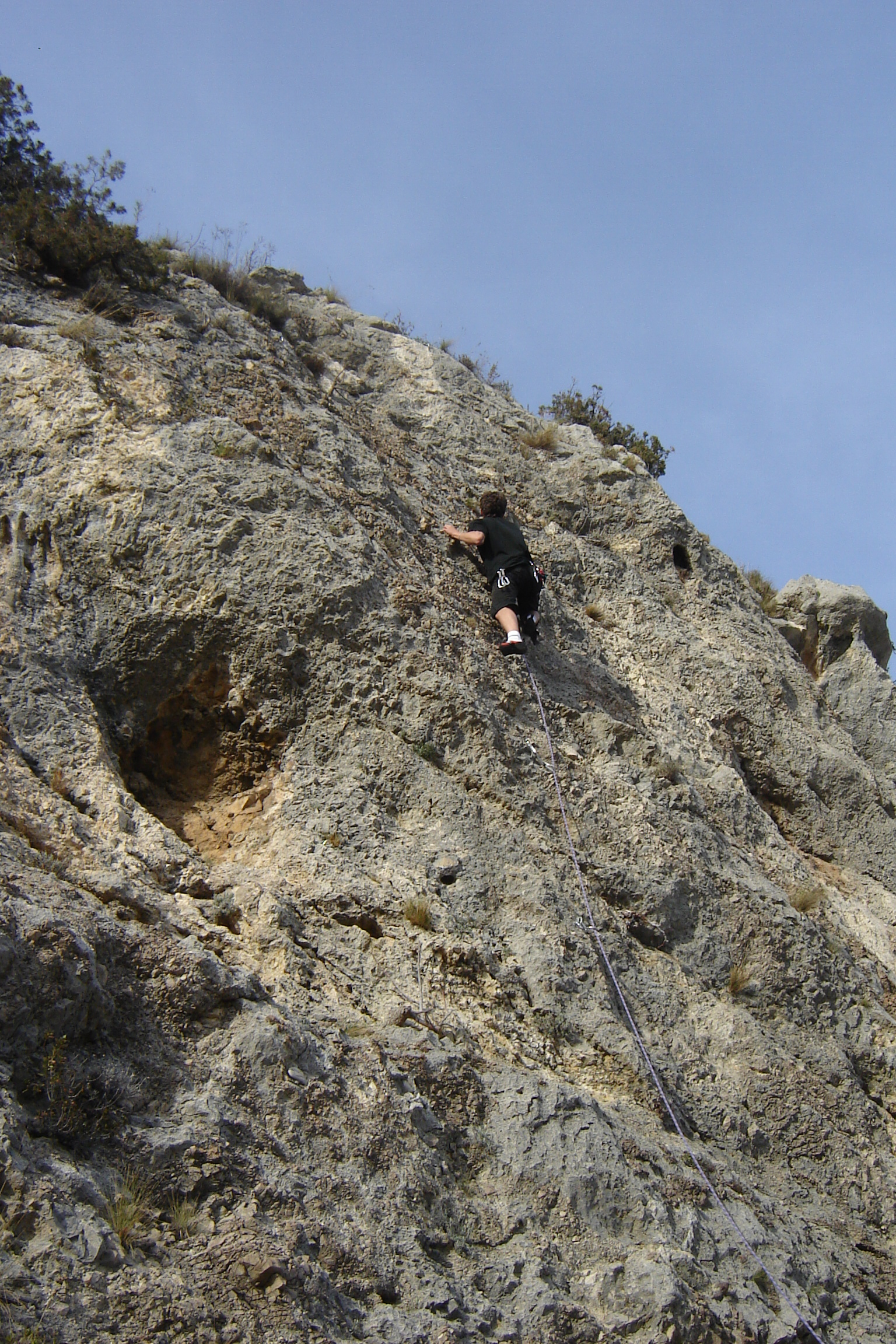
Escalade sur une paroi de la falaise de Volx.
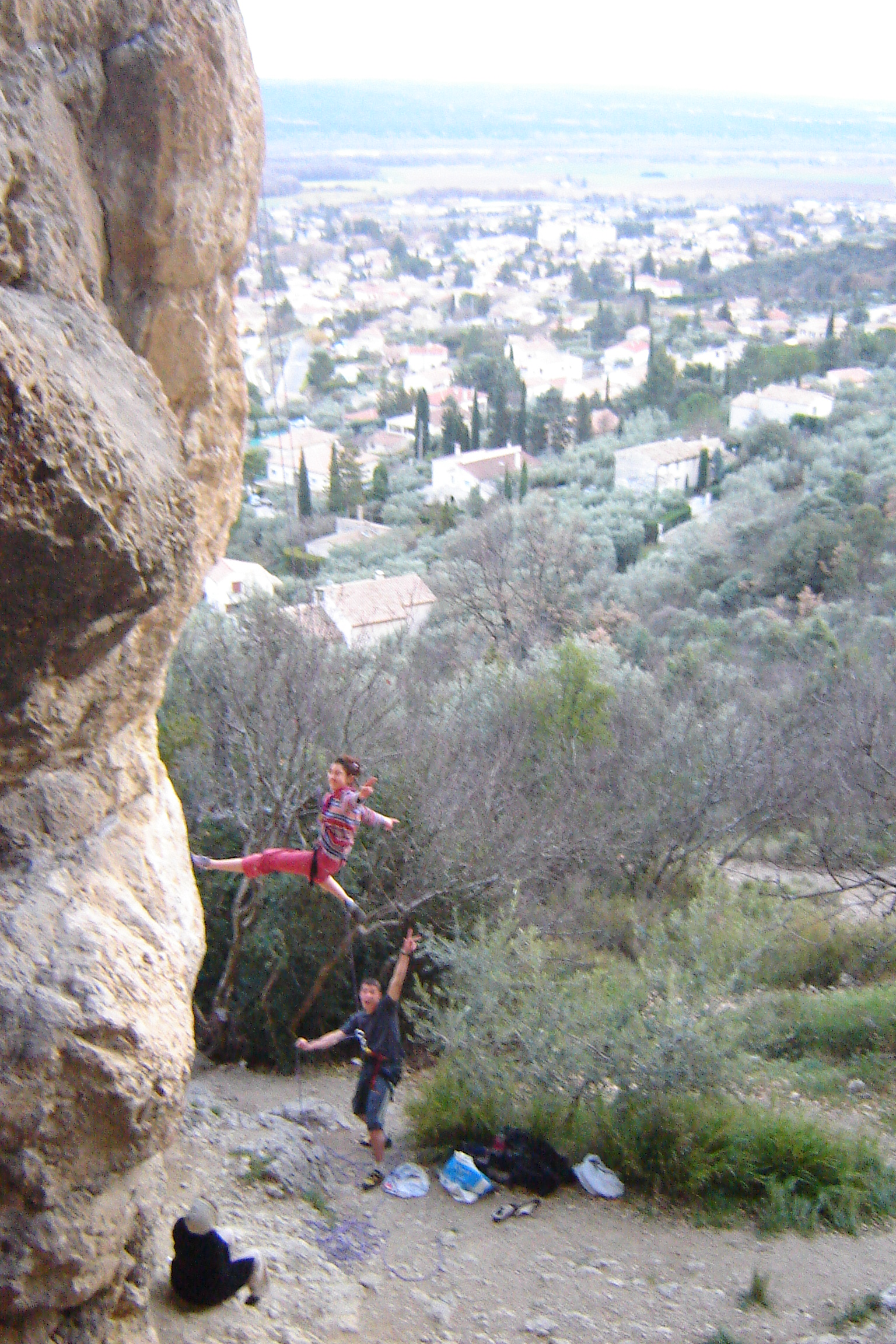
Parois droites de la « grotte », village de Volx en arrière-plan.

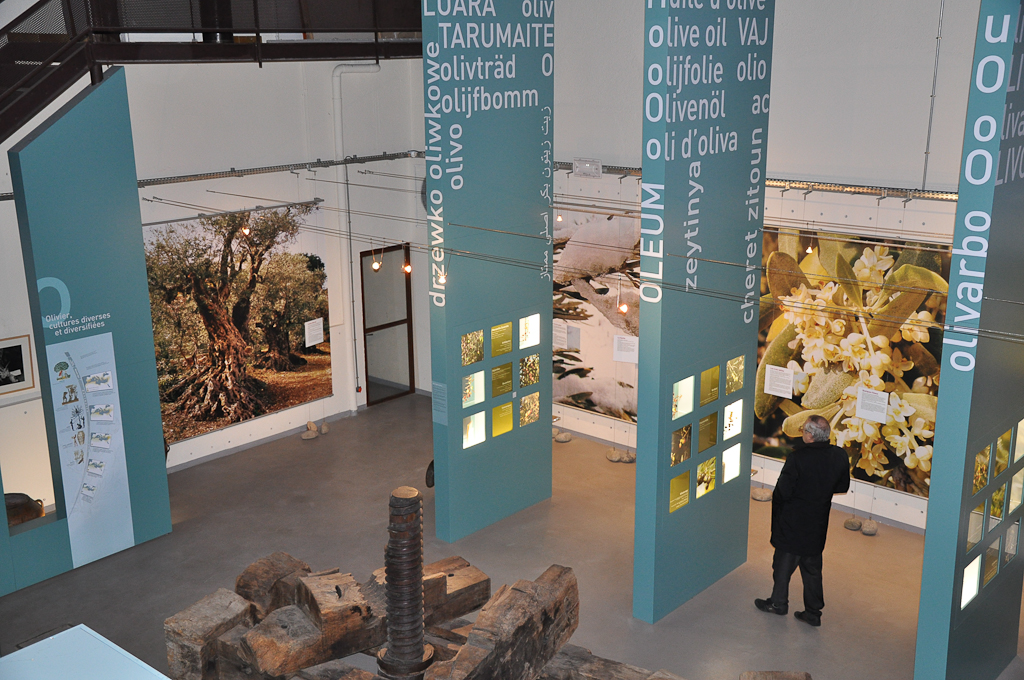
Exposition à l'éco-musée.

L'écomusée de l'olivier, créé par Olivier Baussan fondateur des marques l’Occitane et Oliviers & Co, est situé à Volx sur l'ancienne route de Forcalquier. La conception muséographique et la scénographie, réalisées par Jean Marc Gaillard, occupent les locaux des anciens fours à chaux situés sur l'ancienne route de Forcalquier.
Les origines de l'olivier sur le pourtour de la Méditerranée y sont abordées historiquement et scientifiquement, tant en Provence, Espagne, Grèce ou Liban, pays où la culture des oliviers a sculpté les paysages, créé des traditions et déterminé l'art de vivre méditerranéen.
Les collections mettent en exergue tous ses bienfaits : aliments, éclairage, soin du corps, parfums, bois. La visite des différentes salles informe sur son terroir, sa culture, la fabrication de l'huile, les outils et les ustensiles qui ont été utilisés par l'homme. De salle en salle, la visite permet de comprendre la biologie de l'arbre, de redécouvrir sa mythologie, de se préparer à la dégustation.
Le restaurant des Petites Tables y propose des menus du terroir.

L'éco-musée de l'olivier.
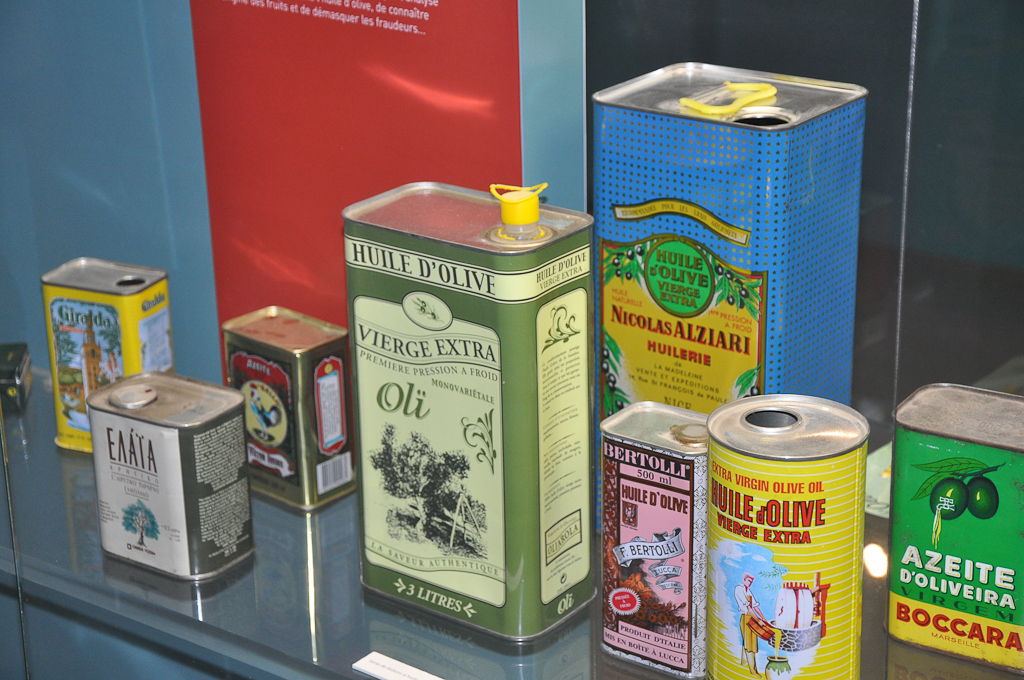
Huiles d'olive du monde.
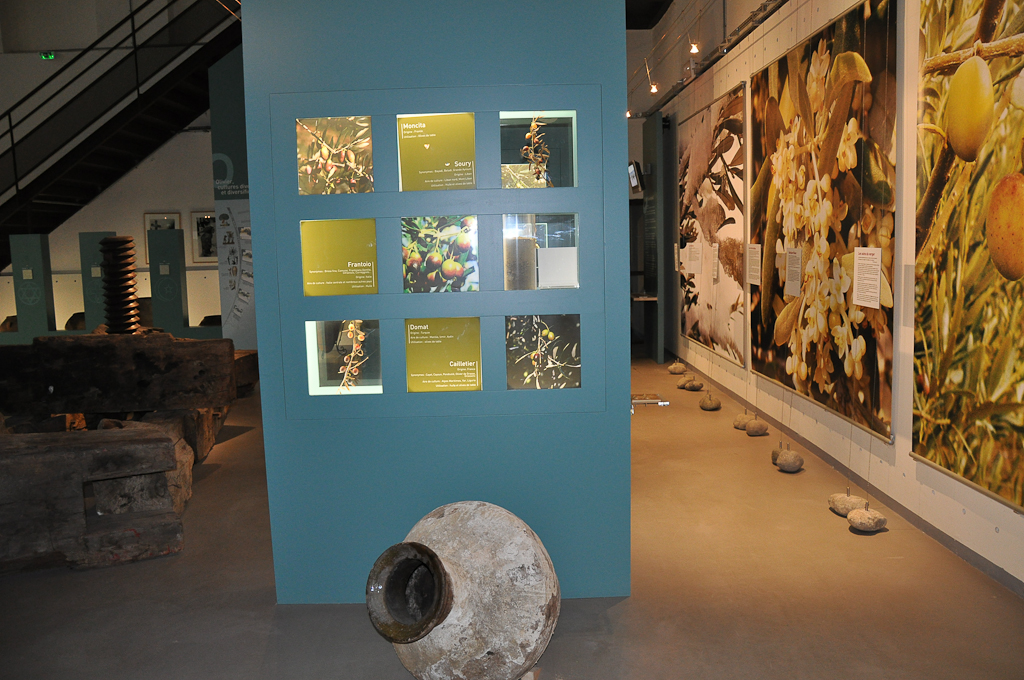
Pressoir et jarres pour l'huile d'olive.
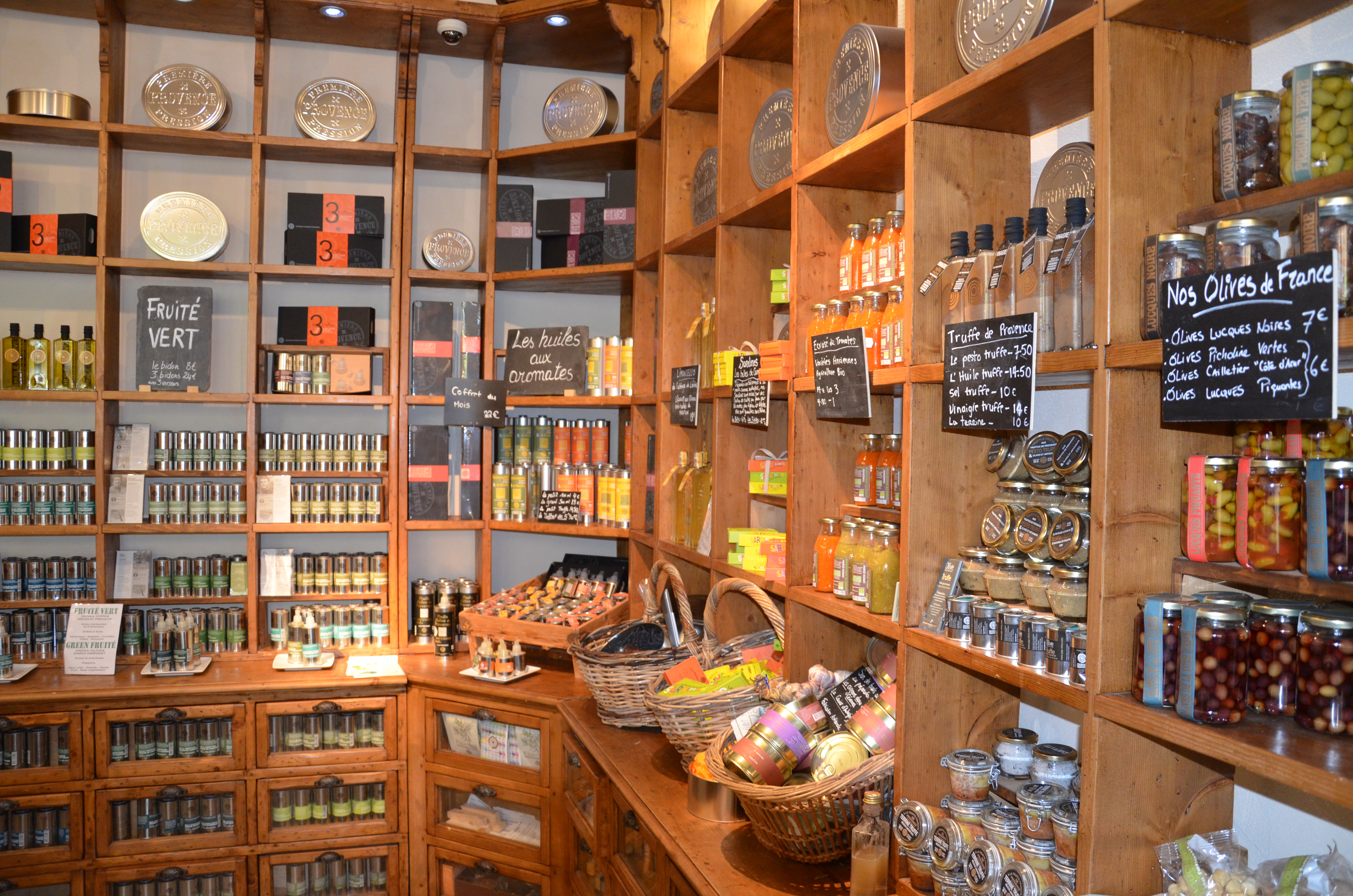
Boutique de l'Éco-Musée.
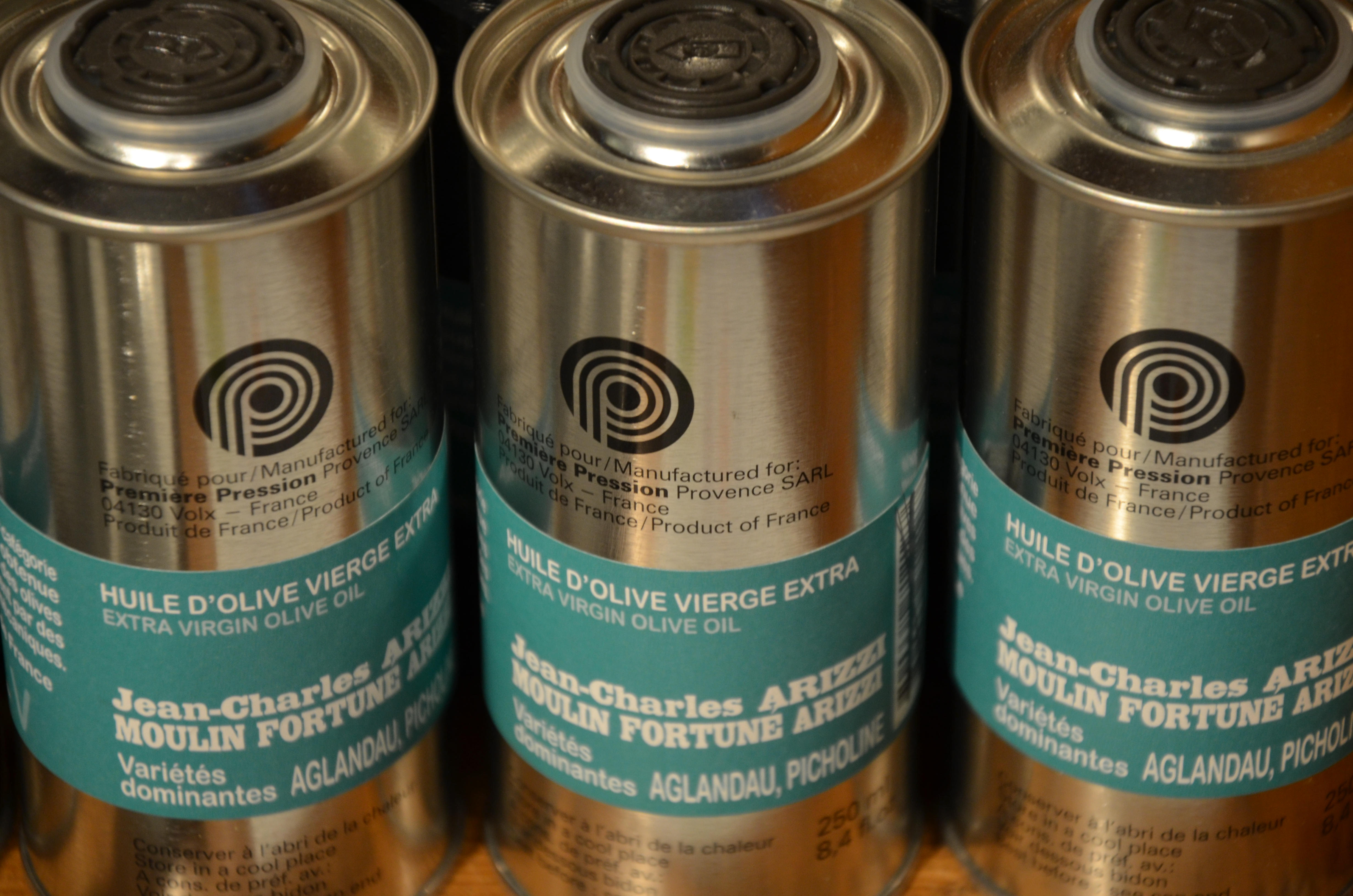
Huile d'olive de Volx.

## Personnalités liées à la commune
- André Ailhaud dit Ailhaud de Volx (1799-1854), chef de la résistance au coup d'État du 2 décembre 1851 dans les Basses-Alpes.
- Charles Gantelmi d’Ille (1847-1924), félibre, membre de l’Académie des Sciences, agriculture, arts et belles lettres d’Aix-en-Provence, il fut maire de Volx de 1896 à 1905.
- Frédéric Aillaud (1857-1924), né à Volx, député sous la Troisième République
- Louis Denis-Valvérane (1870-1943), peintre, illustrateur et félibre, a séjourné plusieurs fois à Volx, où sa famille possédait une campagne portant le nom de Valvérane, dont il a pris le nom en tant qu’artiste. Cependant certaines de ses oeuvres ont été signées sous le pseudonyme de Denis Volx.
- Jean Giono (1910-1970), bien que natif de Manosque, a puisé une large inspiration dans les paysages des Alpes de Haute-Provence. Plusieurs randonnées littéraires proposées passent notamment par Volx, où on retrouve les ambiances décrites dans ses récits[114]. Par exemple, il évoque dans Provence Belle-Vue « …jusqu’à la Sainte‑Victoire à l’Ouest…, à droite du rocher de Volx… Toutes gentilles montagnes bien élevées, bien découpées… »[115]. De même, il commente les paysages volxiens dans son livre Provence Perdue. Les dessins y sont réalisés à la plume par Hélène Cathabard et certaines photographies par Gilbert Maljean, tout deux architectes implantés à Volx.
- Claude Domeizel (1940-) est un homme politique français, professeur des écoles de profession, qui a été maire de Volx de 1971 à 2005 et sénateur des Alpes‑de‑Haute‑Provence de 1998 à 2014.
- Sandrine Maljean‑Dubois (1969-) est une juriste française spécialisée en droit international de l’environnement vivant à Volx.
- Laure Pierrisnard (1973-), actuelle directrice générale de la confiserie de Roy René, également domiciliée à Volx[116].

## Héraldique
| Blason de Volx | Blason  | De gueules à une crémaillère de sable posée en pal.                                       |
| Blason de Volx | Détails | Les armes de Volx sont dites à enquerre. Le statut officiel du blason reste à déterminer. |